# Les Bienveillantes
Vous lisez un « bon article » labellisé en 2007.
Pour les articles homonymes, voir Les Bienveillantes (homonymie).
Les Bienveillantes est un roman de l’écrivain franco-américain Jonathan Littell, écrit en français, paru en août 2006. Il s’agit des mémoires d’un personnage fictif, Maximilien Aue, qui a participé aux massacres de masse nazis comme officier SS.
Le récit est divisé en sept parties qui évoquent la musique et les danses du XVIIIe siècle (toccata, allemande I et II, courante, sarabande, menuet en rondeaux, air, gigue) et suivent la chronologie macabre  de la guerre sur le front de l'Est, de la Shoah par balles en 1941 aux camps d'extermination des Juifs en passant par la bataille de Stalingrad pour s'achever à la chute de Berlin en 1945.
Le titre Les Bienveillantes renvoie à l’Orestie, d'Eschyle, dans laquelle les Érinyes, déesses vengeresses qui persécutaient les hommes coupables de parricide, se transforment finalement en Euménides apaisées. Dans cette réécriture du mythe, on retrouve la proximité incestueuse de la sœur, l'ami Thomas/Pylade qui lui sauve plusieurs fois la vie, mais aussi la figure méconnue du père disparu et la rupture avec la mère remariée qui sera mystérieusement assassinée avec son compagnon. Les Érinyes sont également présentes à travers les deux policiers qui poursuivent le fils, soupçonné d’être le meurtrier : ils finiront par disparaître en laissant Max sans remords mais impuissant à effacer le souvenir de ses actes passés.
Le livre a été un des principaux ouvrages de la rentrée littéraire de 2006 en France ; il a obtenu le grand prix du roman de l'Académie française le 26 octobre 2006 et le prix Goncourt le 6 novembre 2006. À la fin 2007, le roman avait été vendu à plus de 700 000 exemplaires. Le succès s'est confirmé avec la réédition du roman, revu par l'auteur, dans la collection « Folio » (no 4 685) en février 2008, et les éditions en langues étrangères se sont multipliées, parfois avec une grande réussite comme en Allemagne, mais ont rencontré aussi des réticences comme aux États-Unis.

## Origine et genèse

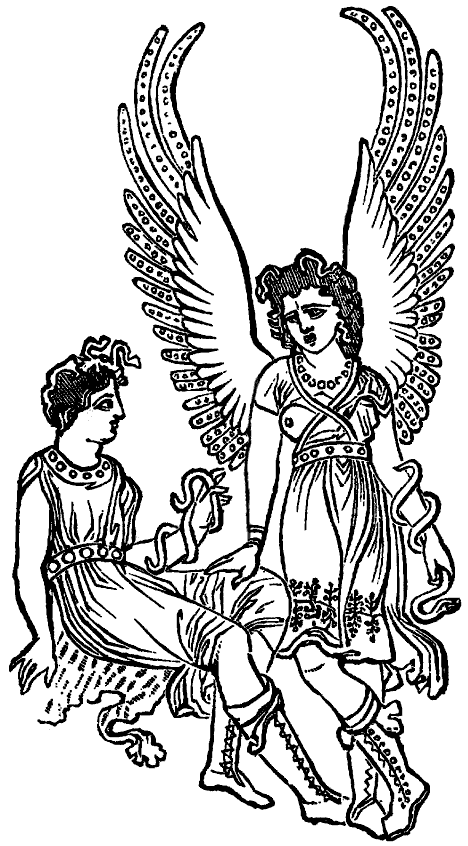
Deux Érinyes ou Furies.

Il s’agit ici d’un « faux premier roman », l’auteur ayant déjà publié Bad voltage – un roman de science-fiction – en 1989.
Le titre Les Bienveillantes renvoie à une tragédie d’Eschyle, Les Euménides. Les Érinyes étaient des divinités vengeresses qui persécutaient les hommes coupables de crimes, en particulier d'homicides contre un membre de sa famille. Oreste, obéissant à l'oracle de Delphes lui demandant de venger son père Agamemnon, tue en effet sa mère Clytemnestre, et se voit poursuivi par les Érinyes ; mais la déesse Athéna plaide en sa faveur et les Érinyes se changent, pour Oreste, en Euménides, c’est-à-dire en Bienveillantes.
Interrogé sur ce qui l’a incité à écrire un roman sur le massacre des Juifs, Littell évoque la photographie saisissante, découverte en 1989, d’une partisane russe, Zoïa Kosmodemianskaïa, pendue par les nazis. Plus tard, la découverte du film Shoah de Claude Lanzmann et la lecture de plusieurs ouvrages, dont La Destruction des Juifs d'Europe de Raul Hilberg et Les Jours de notre mort de David Rousset, l’ont influencé et ont donné une orientation plus précise à son projet.
Le parcours biographique de l’auteur – engagement humanitaire en Bosnie-Herzégovine et en Tchétchénie – se révèle également éclairant.

L’auteur reconnaît que la portée de l’œuvre dépasse le seul génocide des Juifs pour revêtir une dimension plus universelle. Il révèle que « ce qui [l]’intéressait, c’était la question des bourreaux, du meurtre d’État. » Il précise : 

« j'aurais pu prendre des exemples plus récents que j'ai vécus de près, au Congo, au Rwanda, en Tchétchénie. Mais j'ai pris les nazis pour prendre un cas de figure où le lecteur ne pourra pas se défausser en prétextant que “Ah ! ce sont des Noirs ou des Chinois”. Il fallait ancrer ce récit chez des gens comme nous pour empêcher le lecteur de prendre de la distance. »

Jonathan Littell déclare avoir travaillé cinq ans sur le roman. À des fins de documentation, il s’est rendu, entre autres, en Ukraine, dans le Caucase, à Stalingrad, en Pologne (Lublin, Cracovie), en Poméranie. Il s’est également plongé près de deux ans durant dans les archives écrites, sonores ou filmées de la Seconde Guerre mondiale et du génocide, les actes des procès, les organigrammes administratifs et militaires, les études historiques et interprétatives.
Littell n'est pas le premier qui a écrit de cette façon sur la Shoah. Le critique littéraire Gregor Dotzauer a établi que Primo Levi, dans ses récits sur Auschwitz et dans ses essais, avait déjà dépeint les horreurs du national-socialisme du point de vue des criminels. De même, dans le roman Le Nazi et le Barbier, paru en 1971 aux États-Unis et en 1977 en Allemagne, l'écrivain juif allemand, Edgar Hilsenrath, en se servant du mode grotesque, a décrit la Shoah vue par les yeux des criminels. Le rapprochement avec La mort est mon métier de Robert Merle ou Le Roi des Aulnes de Michel Tournier a été également souvent effectué, comme par Dominique Viart.

## Résumé
Cet imposant roman de près de neuf cents pages (et mille quatre cents dans l'édition de poche) est constitué par le récit rétrospectif à la première personne de Maximilian Aue qui, des décennies plus tard, se penche sur une période cruciale de sa vie : sa participation aux massacres de masse en tant qu’officier SS, alors qu'il était âgé de vingt-cinq à trente ans. Il assume, au-delà du bien et du mal, son engagement nazi pour le peuple allemand conduit par le Führer, en ayant d’ailleurs le plus souvent une position d’observateur – il écrit des rapports aux autorités supérieures de la SS – plutôt que d’exécuteur, même s’il lui arrive de tuer.
Le narrateur raconte – tout en effectuant de fréquents retours en arrière sur son enfance et sa jeunesse – ses années de criminel de guerre, sans désarroi moral, même s’il semble somatiser, accumulant vomissements et diarrhées.
Le récit des horreurs de la guerre nazie suit la chronologie des massacres sur le front de l’Est. Suivant le rythme des œuvres au clavecin de Jean-Philippe Rameau, compositeur apprécié du narrateur, l’auteur a divisé le roman en sept parties : après une toccata introductive, se succèdent six danses du XVIIIe siècle (allemande I et II, courante, sarabande, menuet en rondeaux, air, gigue) qui s’enchaînent en une danse macabre cynique, un Crépuscule des dieux que colorent le rouge des meurtres de masse et le noir de l’uniforme SS.

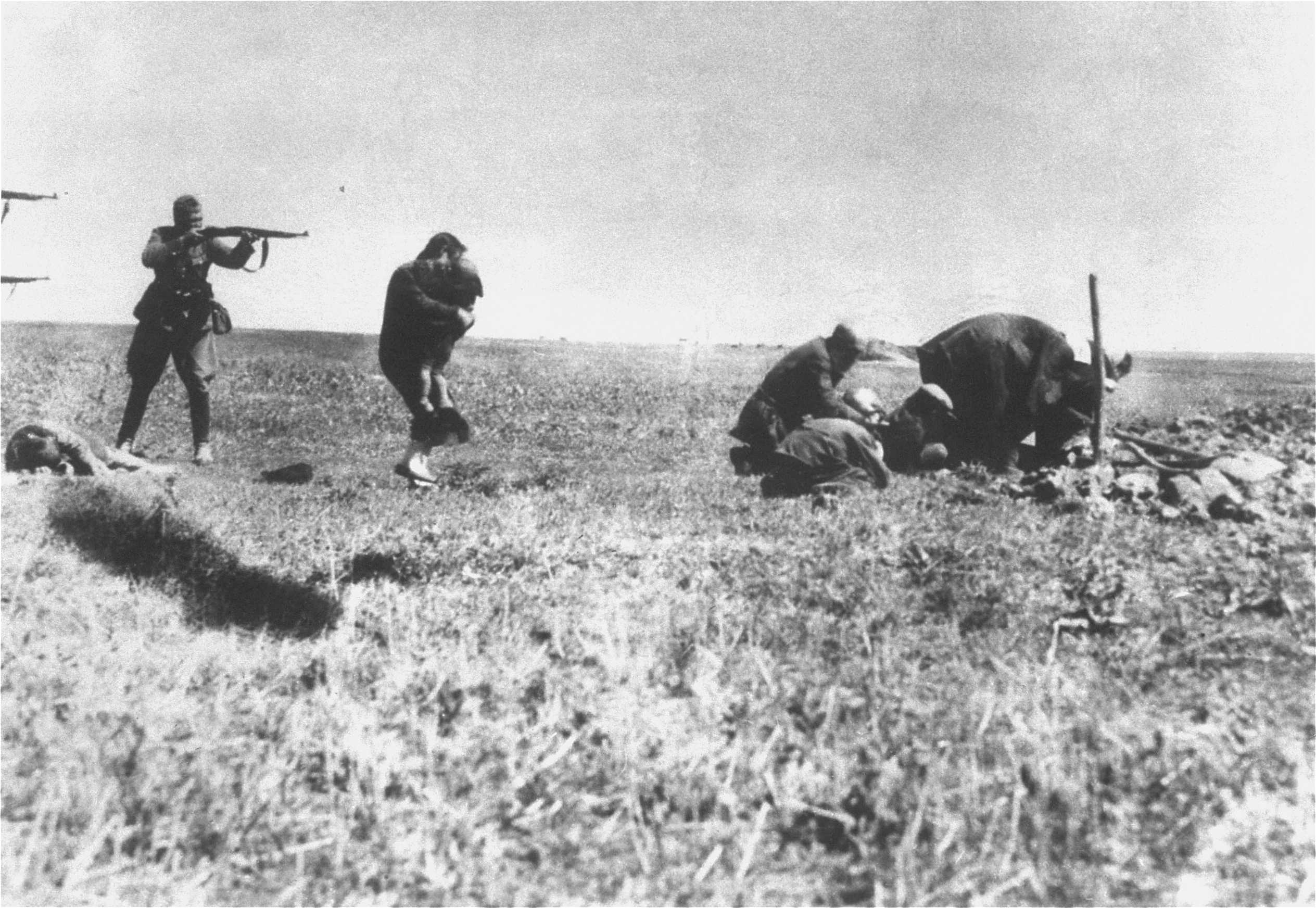
Une « action » des Einsatzgruppen contre les Juifs en Ukraine en 1942.

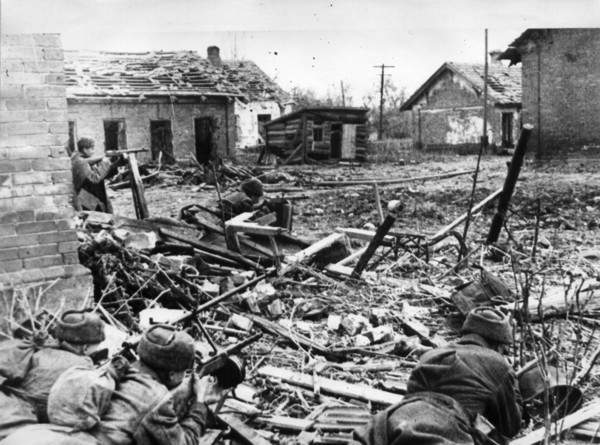
Ligne de front de la bataille de Stalingrad.

- La première partie est intitulée « Toccata » : elle constitue une sorte de prologue faustien et expose le projet du narrateur, ex-officier des Einsatzgruppen, et en tant que tel, responsable de crime contre l’humanité, de raconter son histoire. Dénué de mauvaise conscience, il ne cherche pas à se justifier ou à rendre des comptes. Il insiste sur l’aspect ordinaire des bourreaux et soutient que ce destin peut être celui de tous ceux qu’il appelle, avec François Villon, ses « frères humains ». Le lecteur apprend qu’il est, dans les années soixante-dix, un industriel spécialisé dans la production de dentelles quelque part dans le Nord de la France, peut-être à Calais. Il a une vie rangée, est marié, a des jumeaux vis-à-vis desquels il n'exprime aucune affection.
- Dans la seconde partie, « Allemande I et II » (p. 33–312), le lecteur suit Max Aue (le narrateur descripteur), membre des Einsatzgruppen, sur le front de l’Est en Ukraine, en Crimée et en dernier lieu dans le Caucase. Il décrit les massacres (dont le massacre de Babi Yar) à ciel ouvert, des Juifs (La Shoah par balles) et des bolcheviques à l’arrière du front. Le chapitre s’achève par son affectation à Stalingrad. C'est une sanction de ses supérieurs (à la suite d'une divergence d'opinions concernant l'appartenance ou non d'une tribu des montagnes caucasiennes au peuple juif) qui équivaut à une condamnation à mort (la ville était assiégée par les Russes et sur le point de tomber).
- La troisième partie, « Courante », est consacrée au siège et à la bataille de Stalingrad, dont Aue réchappe miraculeusement, bien qu’une balle lui ait traversé la tête.
- Dans la quatrième partie, « Sarabande », Max Aue effectue sa convalescence sur l’île de Usedom, à Berlin et en France. La mère et le beau-père du héros sont assassinés lors de son séjour chez eux à Antibes.
- Le « Menuet en rondeaux » (p. 495–792) est le chapitre le plus long du roman. Max Aue, affecté au ministère de l'Intérieur du Reich dirigé par Heinrich Himmler (de 1943 à 1945), joue un rôle actif dans la gestion illusoire de la « capacité productive » du « réservoir humain » que constituent les prisonniers juifs. On entrevoit les rouages de la Solution finale avec sa bureaucratie (Himmler, Eichmann, Rudolf Höß…) et ses massacres de masse (camps d’Auschwitz, de Bełżec, etc.). La grande différence avec Eichmann est qu'aligné sur les idées et les projets de Speer, Max désire naïvement faire travailler les prisonniers de guerre, ce qui exige que des rations alimentaires plus élevées leur soient attribuées, ce qui contraste avec l’attitude prédominante des SS, qui les massacrent ou les laissent périr. Jamais le narrateur ne semble souffrir moralement de la mort des prisonniers ; pour lui, il s’agit d’une faute, voire d'une erreur mais non d’un crime. Par ailleurs, deux vrais policiers, Clemens et Weser, chargés d’enquêter sur le meurtre de la mère du narrateur et de son compagnon, le soupçonnent très vite et ne cesseront de le poursuivre.
- Le chapitre « Air » (p. 795–837) met en scène le séjour de Max Aue dans la propriété de sa sœur et de son beau-frère, en Poméranie, dans une orgie solitaire « bataillienne » de nourriture, d’alcool et d’onanisme. C’est le chapitre le plus onirique du roman, où se dévoilent, de plus, les obsessions sexuelles de Max Aue.
- Le dernier chapitre, « Gigue » (p. 841–894), relate la fuite devant l’avancée des Soviétiques et le séjour dans Berlin capitale assiégée. La fin du roman complète le début : Aue, muni des papiers d’un Français du Service du travail obligatoire (STO), pourra quitter Berlin pour la France, son bilinguisme le protégeant du soupçon.

## Personnages

### Maximilian Aue, le narrateur

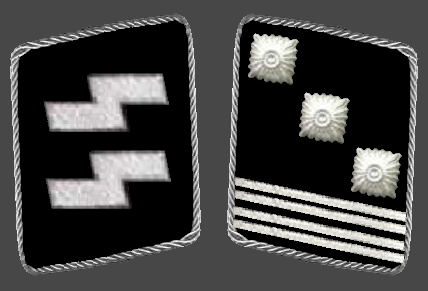
Insignes de col d'un SS-Hauptsturmführer.

En allemand Aue signifie terre le long d'un cours d'eau.
Le magazine allemand Der Spiegel rapproche le nom Aue de celui de Maximilian Aub Mohrenwitz (1903 – 1972). Jonathan Littell s'est exprimé en avril 2007 lors de son invitation à l'École normale supérieure de Paris : « Pourquoi ce nom de Max Aue pour mon personnage principal ? Je n’ai pas de réponse. J’aime bien l’idée d’un nom sans consonne. Comme tout romancier, je dresse des listes, je collectionne des noms. Mais j’ignorais qu’il y en avait eu un qui fut critique d’art autrefois [Aub]. Je viens de recevoir une lettre d’une famille m’avisant que leur père s’appelle Maximilien Aue et qu’il est prof en Amérique, la lecture de mon livre les rend bizarres… »
Sur le plan idéologique, le narrateur du roman est un nazi convaincu. Ce n'est pas un antisémite paranoïaque.
Pour ce qui est de sa vie privée, on sait que son père a disparu en 1921. Toutes les recherches pour le retrouver ont été vaines et sa mère s’est remariée avec un Français, Aristide Moreau. Max a une sœur jumelle pour laquelle il éprouve des sentiments incestueux. Le narrateur est présenté comme un personnage cultivé, parlant plusieurs langues – allemand évidemment mais aussi français, grec et latin. Détail très important pour l’époque, Aue est homosexuel.
Après une scolarité en France, il retourne en Allemagne faire des études de droit à Kiel, et quitte sa mère et son beau-père avec lesquels il est en conflit.

### Les personnalités historiques
Le roman abonde en personnages historiques avec lesquels le narrateur a des contacts plus ou moins étroits, notamment les dignitaires importants du régime, de la SS, des Einsatzgruppen et même des milieux d’extrême droite française, Robert Brasillach, Lucien Rebatet, Pierre-Antoine Cousteau par exemple. Apparaissent ainsi Albert Speer, le Reichsführer Heinrich Himmler, Adolf Eichmann, le chef du RSHA Reinhard Heydrich puis Ernst Kaltenbrunner (successeur de Heydrich à la tête du RSHA), le gouverneur général de Pologne Hans Frank, les chefs de l’Einsatzgruppe D Walther Bierkamp, Otto Ohlendorf, le commandant du camp d’Auschwitz Rudolf Höß, Odilo Globocnik, Paul Blobel, l’écrivain Ernst Jünger, Josef Mengele et Adolf Hitler lui-même.

Organigramme du RSHA en 1941.

### Les personnages fictifs

#### La famille du narrateur
Una Aue / Frau von Üxküll
La sœur jumelle de Aue, objet de ses fantasmes incestueux, est mariée à Von Üxküll. Elle apparaît peu dans le roman, mais est constamment présente dans l’esprit d’Aue. Vis-à-vis de son frère, elle a pris ses distances et essaie de le ramener à la raison quant à la nature de leurs relations.
Una et son mari ne partagent pas l’enthousiasme de Max pour le national-socialisme. Les violences et le massacre des Juifs leur font horreur. Elle ne partage pas non plus son aversion pour sa mère et sa vénération du père. Comme sa mère, elle reproche au père de ne pas s’être occupé de sa famille et le pense mort.
On ignore son sort à la fin du roman.
Berndt von Üxküll
Junker, aristocrate prussien de Poméranie, musicien qui a pris ses distances par rapport au régime nazi (il a refusé de prendre sa carte de membre du Parti et d’adhérer à la Reichsmusikkammer, organisme auquel devaient adhérer les musiciens allemands pour exercer leur métier pendant le Troisième Reich). Il apparaît néanmoins comme un antisémite convaincu et un ancien membre des Freikorps.
Le nom du personnage fait peut-être référence à Nikolaus von Üxküll, résistant anti-nazi qui incita son célèbre neveu Claus Schenk von Stauffenberg à rejoindre le mouvement de résistance contre Hitler après la campagne de Pologne en 1939.
On ignore aussi son sort à la fin du roman.
Héloïse Aue (Héloïse Moreau)
La mère de Max. Elle est assassinée le 28 avril 1943. L’auteur du meurtre n’est jamais révélé explicitement, mais eu égard aux soupçons des policiers, et au titre du roman, faisant référence au mythe d'Oreste, il est évident que le meurtrier est le narrateur lui-même.
Aristide Moreau
Le beau-père de Max, que celui-ci déteste cordialement. Il semble entretenir des liens avec la Résistance, ou pour le moins être lié à des opérations clandestines. Il est assassiné le 28 avril 1943 avec la mère de Max.
Les jumeaux (Tristan et Orlando)
Ils sont très vraisemblablement le fruit des amours incestueuses de Max et d'Una, même si le narrateur semble l’ignorer. Max affirme que la Kripo a interrogé sa sœur au sujet des deux jumeaux et qu'Una a déclaré les avoir confiés à une institution privée, en Suisse (page 1182 de l'édition en poche).

#### Les autres personnages
Thomas Hauser
Thomas est le seul personnage accompagnant le narrateur dans quasiment tout le roman, du second chapitre à la dernière page. C’est l’ami fidèle que le narrateur connaît depuis son entrée au SD à la suite de son arrestation à Berlin ; Aue précise qu’il commence à le tutoyer en 1938. Si Aue évoque avec lui les problèmes relatifs à sa carrière, il ne va pas jusqu’à lui parler de ses « problèmes personnels » (homosexualité, relation intime avec sa sœur).
C’est un séducteur invétéré, noceur et jouisseur – à Berlin, il roule en coupé cabriolet –, plein d’entrain et de vitalité.
Docteur en droit, il a passé plusieurs années en France au cours de ses études. Il fait carrière, car il sait interpréter les ordres de ses supérieurs et fait preuve d’une grande habileté dans les relations humaines.
C’est lui qui fait redémarrer la carrière d’Aue en lui proposant d’entrer dans les Einsatzgruppen. Il sauve Aue à plusieurs reprises : à Stalingrad, en Poméranie, où Aue se terre dans le domaine de sa sœur et de son beau-frère, et à Berlin. Au sein du régime nazi, il se sort de toutes les situations en intriguant. Son caractère attrayant et la sympathie que le lecteur peut lui accorder contribuent à camoufler le fait qu'il soit un véritable antisémite et nazi convaincu.
Le roman se clôt par le meurtre de Thomas par Max.
Hélène Anders née Winnefeld
Aue rencontre cette jeune et belle veuve à Berlin, à la piscine où il se rend parfois avec Thomas. Il la revoit ensuite par hasard dans le tramway.
Lorsqu'elle vient soigner Max lors de sa maladie, sa sollicitude maternelle le révulse. Il se comporte alors de manière odieuse envers elle en lui révélant toute l’horreur de la guerre et des massacres, auxquels le défunt mari d'Hélène et lui-même ont participé, alors qu'elle restait jusqu'alors dans une totale innocence. Aue ne prendra jamais l’initiative d’une relation physique avec Hélène ; au contraire, il fera tout son possible pour garder ses distances avec cette femme blonde et douce qui contraste physiquement avec sa sœur.
Lorsque les bombardements deviennent insoutenables, Hélène se réfugie à l’Ouest, dans sa famille, et lui envoie une lettre dans laquelle elle lui demande s’il a l’intention de l’épouser. Le roman refermé, le lecteur ignore ce qu'Hélène devient. Toutefois, dans le corps du roman, l’auteur indique que ce n’est pas avec elle qu’il s’est marié après la guerre, mais avec « une femme qui ne le méritait pas ».
Le docteur Mandelbrod
Le docteur Mandelbrod joue un rôle important dans le cheminement d’Aue au sein du mouvement national-socialiste mais également dans sa carrière. Il est pour ainsi dire une sorte de protecteur qui a des relations haut placées. C’est lui qui le pousse à poursuivre ses études en 1934, c’est lui qui organise son inscription à la SS. C’est grâce à lui qu’Aue obtient une affectation à l’état-major personnel du Reichsführer Himmler.
Mandelbrod joue ce rôle de protecteur en vertu de l’amitié et de l’estime qui le liait au père, dont il était l’un des anciens directeurs, et au grand-père de Maximilien. C’est la seule personne qui parle à Aue de son père en des termes élogieux.
Le narrateur le décrit comme un homme obèse morbide ne se déplaçant plus qu’en fauteuil roulant, entouré de chats et répandant partout ses flatulences. Il est souvent accompagné de Leland, son associé d’origine britannique. Il est également entouré de femmes officiers hiératiques et fanatiques.
À la fin du roman, le docteur Mandelbrod se prépare à passer du côté de l’ennemi en offrant ses services aux Soviétiques.
Les commissaires Weser et Clemens
Les commissaires Weser et Clemens apparaissent dans le dernier quart du roman. Ils sont chargés de l’enquête sur le meurtre de la mère et du beau-père de Max Aue à Antibes.
Ils n’ont de cesse ensuite de poursuivre Aue, lui posant des questions gênantes, puis lui présentant des indices tendant à corroborer sa culpabilité. Aue essaie de se débarrasser d’eux en demandant à ses supérieurs de ne plus être importuné par ces deux commissaires. Ceux-ci réapparaissent toutefois à plusieurs reprises. Ils font valoir que la justice des hommes n’est pas la justice et qu’eux sont bien les seuls à encore la servir. À la fin du roman, dans Berlin en ruine, ils poursuivent le héros, arme au poing, tentant de l’éliminer. Aue ne doit sa survie qu’à l’intervention de Thomas.
Poursuivant le fils, soupçonné d’être le meurtrier de leur mère, les personnages des deux policiers sont aussi une incarnation des Érinyes ou « Malveillantes » (cf. ci-dessus: Origine et Genèse).
Historiquement Johannes Clemens et Arno Weser étaient les bourreaux spéciaux des Juifs de Dresde ; on les distinguait en général l’un de l’autre comme le « cogneur » et le « cracheur » : Jonathan Littell leur a emprunté leurs noms. Peut-être aussi Littell a-t-il songé au Major Grau (joué par Omar Sharif) dans le film La Nuit des généraux d’Anatole Litvak qui s’obstine à démasquer l’assassin de prostituées polonaises ?

## Aspects formels

### Le point de vue du narrateur et le style narratif

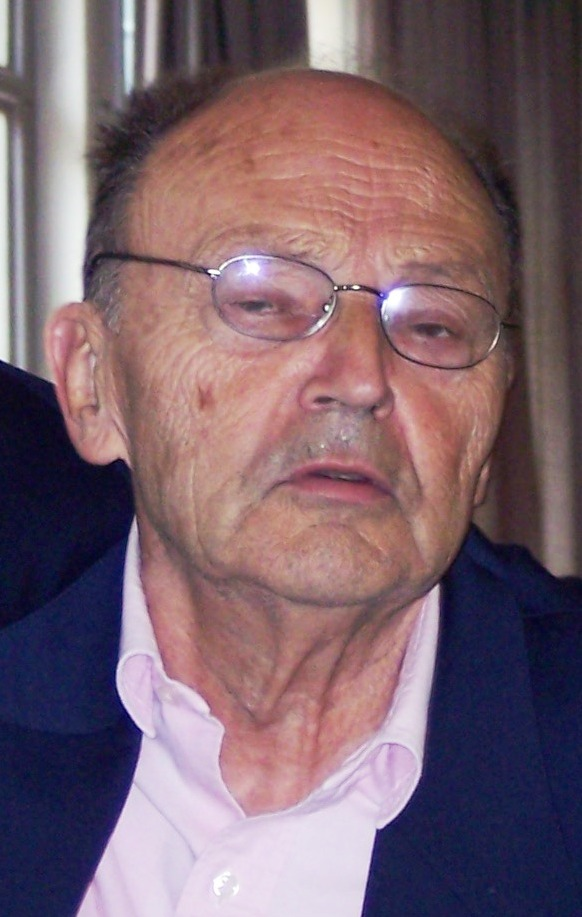
Michel Tournier, 2005.

Le roman est écrit à la première personne. On croit pouvoir comprendre de l’intérieur comment les nazis en sont arrivés au meurtre de masse politique.
Ce qui semble être un roman historique sur la Shoah, écrit du point de vue du bourreau, reste inhabituel. Peu s’en offusquent aujourd’hui, même si certains, tel Claude Lanzmann, font preuve d’une certaine réticence. Cependant, Charlotte Lacoste dans son ouvrage Séductions du bourreau (PUF, 2010) dresse dans son livre un portrait résolument à charge à la fois de l'auteur et du narrateur.
Toutefois ce n’est pas une nouveauté absolue comme le montre Dominique Viart, spécialiste de littérature contemporaine et professeur à l’université de Lille III. Selon lui, le point de vue du bourreau « est préparé par d’autres textes qui l’explorent aussi, depuis La mort est mon métier de Robert Merle (1952), Le Roi des Aulnes de Michel Tournier et par le (…) livre de Jean Hatzfeld, Une saison de machettes, paru en 2003 (sans parler des travaux de Jacques Sémelin dans Purifier et détruire, usages politiques des massacres et génocides, Seuil, 2005). À ce titre, Les Bienveillantes bénéficient des « fictions critiques » que de nombreux écrivains développent depuis quelques années, et par lesquelles ils entendent, à leur façon, discuter du monde qui nous entoure et de l’Histoire dont nous héritons en s’appuyant sur les moyens propres de la littérature. »
Cependant Viart souligne que si le lecteur est placé dans le point de vue du bourreau, le mode de narration est classique : « Il place le lecteur dans la conscience du bourreau, mais sans perturber ses codes ni ses habitudes de lecture : rendu des dialogues, des discours, récit globalement linéaire, au passé simple… Il nous confronte à une étrangeté, certes, mais exprimée de façon rassurante. Rien à voir, par exemple, avec les livres autrement perturbants de Volodine, qui transforment parfois le lecteur en « bourreau » ou en « tortionnaire » par leur écriture et leurs situations d’énonciation troublantes où c’est nous, lecteurs, agacés de ne pas y voir clair, qui voulons à tout prix savoir ce que tel personnage « a dans le ventre », quitte pour cela à le torturer un peu. Une lecture dont on ne sort pas indemne ».

### L’architecture du roman
Si l’on excepte la première partie qui renseigne sur la situation du narrateur après la guerre (années soixante-dix) et sur les raisons pour lesquelles Aue rédige ses mémoires, les autres chapitres se succèdent de façon strictement chronologique, à l'exception des flash-backs.
En ce qui concerne l’architecture du roman, on peut constater que les chapitres sont d’une longueur très inégale : les deux parties les plus longues correspondent à la campagne militaire sur le front de l’Est, en Ukraine et dans le Caucase (« Allemande I et II »), et au rôle de Aue dans la gestion du personnel des camps de concentration.
Selon Étienne de Montety, critique au Figaro littéraire, le titre des parties qui portent des noms de danse, agit « comme si l’auteur avait voulu signifier qu’il entendait imprimer à son récit divers rythmes tantôt enjoués tantôt intimes au gré de son intrigue ». Pour Alain Nicolas, critique à L’Humanité, « la structure des chapitres, calquée sur celle d’une suite de Bach, ne laisse rien deviner du contenu, mais renvoie à des thèmes, des atmosphères que seule la lecture permet de dégager, et qu’elle éclaire après coup, faisant apparaître un ordre qui s’impose une fois le chaos traversé ».

### L’esthétique du roman

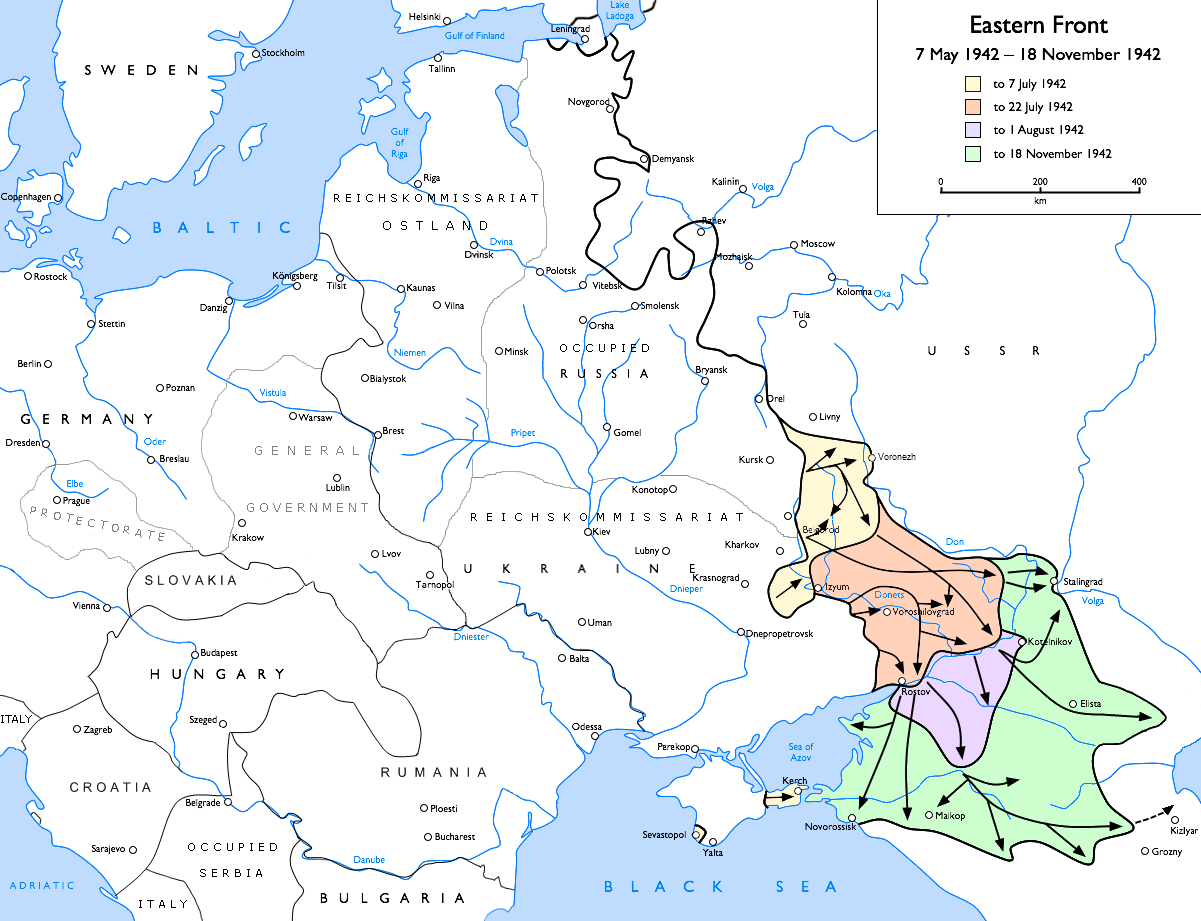
L’ : avancées allemandes du 7 mai 1942- au 18 novembre 1942.

On a beaucoup souligné la qualité de la documentation du roman. La description de la guerre et notamment des massacres de Juifs est très crue : aucun détail n’est épargné au lecteur. Le narrateur pose un regard froid, clinique sur les massacres. Pour Pierre Assouline dans son blog, ce regard est froid « mais sans la sécheresse d’un rapport », sans doute pour « bannir toute dimension poétique », laquelle ne serait pas appropriée au sujet.
Le critique de l’hebdomadaire allemand Die Zeit, Michael Mönninger, trouve que dans les scènes de violence où les crânes éclatent et les fragments osseux volent, Littell enfreint avec volupté l’interdiction pour l’historiographie de représenter les plus grandes horreurs de façon distanciée. Ce faisant, il développe une esthétisation de l’horreur, une poétique de la cruauté qui, contrairement aux louanges faites par les critiques français, a plus à voir avec le genre du film d’horreur qu’avec la crudité stendhalienne.

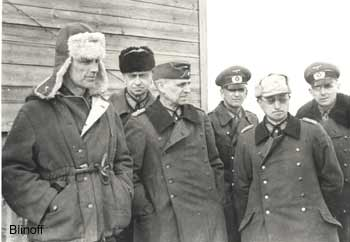
Le maréchal Paulus et son état-major, après leur reddition du 31 janvier 1943.

Cependant, l’auteur ne décrit pas seulement des scènes d’horreur, mais est attentif à décrire aussi le ciel, la terre, l’aspect des villes et des campagnes traversées.
En fait, il s’agit d’un roman composite mêlant les genres et les discours : on passe des considérations intellectuelles aux considérations les plus terre-à-terre où sang et excréments abondent. Comme l’indique Jérôme Garcin, « l’auteur a mis dans son récit beaucoup de choses qu’il connaît : de la philosophie, de l’histoire, de l’économie politique, de la sémiologie, du pamphlet, du polar ; de la poésie aussi, quand le soldat exténué contemple le paysage ukrainien étrangement calme, au soir d’une bataille. Son gai savoir sollicite la santé du lecteur. »
La subjectivité du narrateur se révèle dans ses rapports avec ses proches, sa mère et sa sœur notamment. Quant à la sexualité du narrateur, elle est décrite de manière très crue.
Certaines parties se révèlent oniriques, par exemple la fin du chapitre « Courante », qui correspond au coma d’Aue, blessé à Stalingrad. Il en va de même pour le chapitre « Air » où le narrateur fait part de ses obsessions.
Quelques éléments relèvent (volontairement) du grotesque : ainsi les commissaires Weser et Clemens, constamment à ses trousses, font preuve d’une quasi ubiquité, rencontrant et traquant Aue même dans les moments les plus absurdes. Autre détail burlesque : à la fin du roman, Aue pince le nez* du Führer dans le Führerbunker (*dans l'édition Folio revue, Aue mord le nez).

### Les influences littéraires

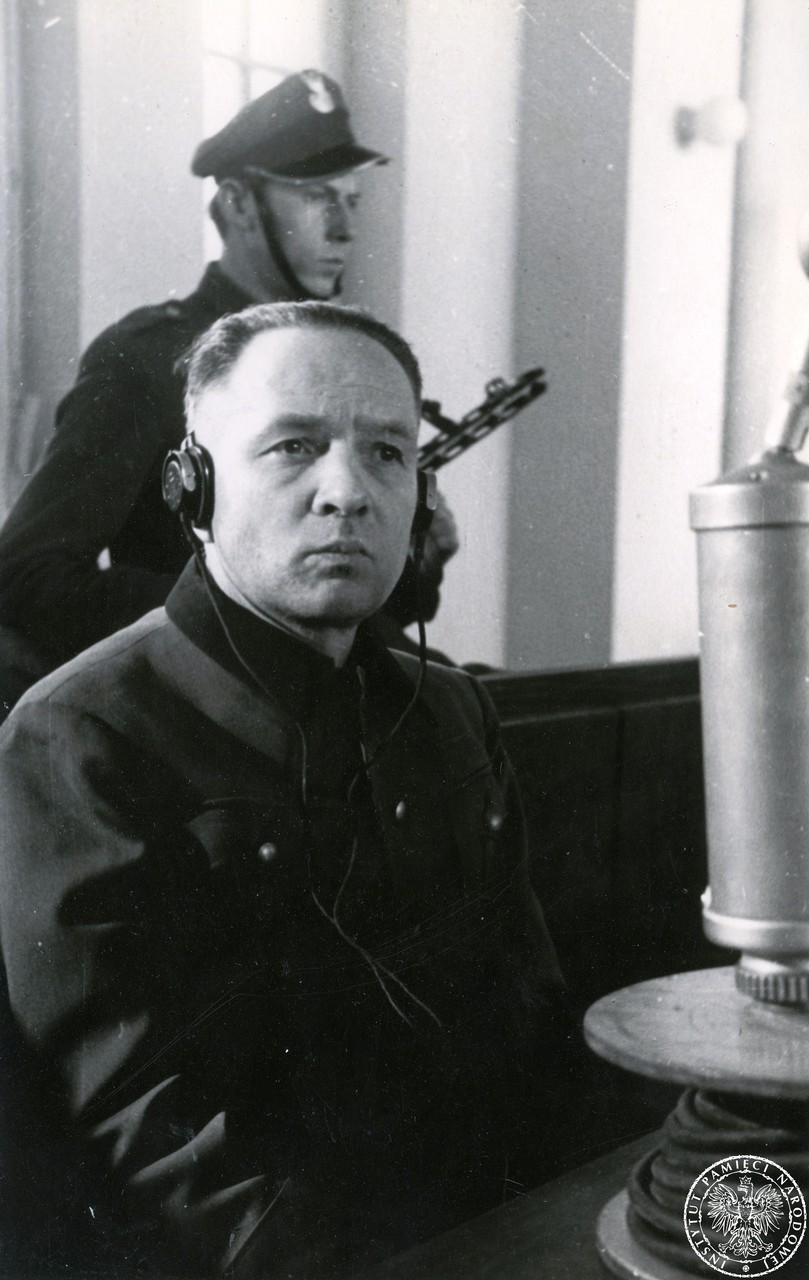
Rudolf Höß (1900-1947).

S’agissant du sujet du livre, la plupart des critiques rapprochent Les Bienveillantes de La mort est mon métier de Robert Merle. Comme le rappelle Littell, il s’agit des mémoires imaginaires de Rudolf Höß (le commandant du camp d’Auschwitz), mais selon lui « il ne possédait pas assez de recul ».

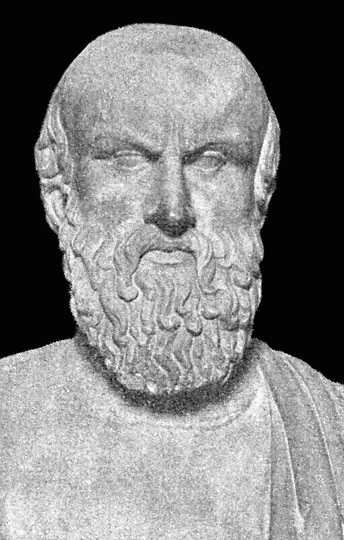
Eschyle (buste).

Comme l’indiquent Le Point, le quotidien autrichien Die Presse et Jonathan Littell lui-même, le titre Les Bienveillantes évoque L’Orestie d’Eschyle dans laquelle les Érinyes furieuses se transforment finalement en Euménides apaisées : la réécriture du mythe introduit la proximité incestueuse de la sœur, prénommée de façon révélatrice Una et qui représente l’image de la femme que Max ne pourra pas dépasser ; son orientation sexuelle sera en effet une homosexualité dégradée. On retrouve aussi l’ami Thomas / Pylade qui lui sauve plusieurs fois la vie, la figure méconnue du père disparu et la rupture avec la mère remariée qui sera mystérieusement assassinée avec son compagnon. Les Érinyes sont également présentes à travers les deux policiers qui poursuivent le fils, soupçonné d’être le meurtrier de la mère : ils finiront par disparaître en laissant Max sans remords, mais impuissant à faire disparaître le souvenir de ses actes passés. Outre Eschyle, Jonathan Littell reconnaît sa dette à d’autres tragiques grecs (Sophocle et son Electre, mais aussi Euripide, dont l’Oreste est rendu fou par les Érinyes). On sait par ailleurs que la référence à l’Antiquité grecque est pour le nazi cultivé un moyen de s’affranchir de l’apport du judéo-christianisme à la civilisation occidentale.
Le roman a été souvent comparé à de grandes œuvres russes, notamment à Vie et Destin de Vassili Grossman, roman-fresque, composé dans les années 1950, mettant en scène le destin d'une famille russe autour de Stalingrad et de l'Union Soviétique sous le feu d'Hitler - épopée souvent comparée à celle de Guerre et Paix, un siècle auparavant, qui prenait pour décor l'invasion napoléonienne de la Russie des Tsars et l'incendie de Moscou.
Dans le quotidien suisse Le Temps, le spécialiste de la littérature russe Georges Nivat affirme que Littell « connaît très bien la littérature russe, et semble jouer avec elle ; il joue à lui faire écho, mais un écho ravageur. »
- Il établit un parallèle entre la scène de la rencontre entre Aue et un officier russe et « la grande scène de Grossman entre Mostovskoy et le chef du camp nazi où il se retrouve prisonnier », ce que Littell a confirmé[19].
- Il compare le narrateur des Bienveillantes à Stavroguine, le prince violeur et meurtrier de Matriocha, dans les Démons de Dostoïevski. (« Stavroguine aussi est impuissant, Stavroguine aussi est un sadique impubère, Stavroguine aussi monte au grenier pour se pendre, quittant la gravité qui fait pencher les humains et surtout les femmes gravides vers la terre. Aue monte au grenier du superbe manoir poméranien de son beau-frère, et voit dans un délire onirique sa sœur-jumelle-épouse, avec qui il a forniqué au sortir clandestin de leur enfance. »)
- Il compare la fin du roman à la fin du roman d’Alexandre Soljénitsyne, Le Pavillon des cancéreux. Les deux romans s’achèvent au zoo. Toutefois dans « celui de Berlin en flammes, […] les abris antiaériens sont des cloaques de merde et de cadavres, […] l’hippopotame flotte dans un déluge de fin du monde, et, devenu gorille, Aue s’empare d’un barreau de cage pour fracasser son seul ami, Thomas, le boute-en-train SS qui l’a extrait de son delirium. »

S’agissant de Tolstoï, Littell réfute toute comparaison entre Guerre et Paix et Les Bienveillantes. Dans son roman, il n’est question que de la guerre contrairement à celui de son aîné où il y a un va-et-vient entre les deux.

## Motifs et thèmes

### La vie privée du narrateur: roman familial et homosexualité

#### Un père disparu

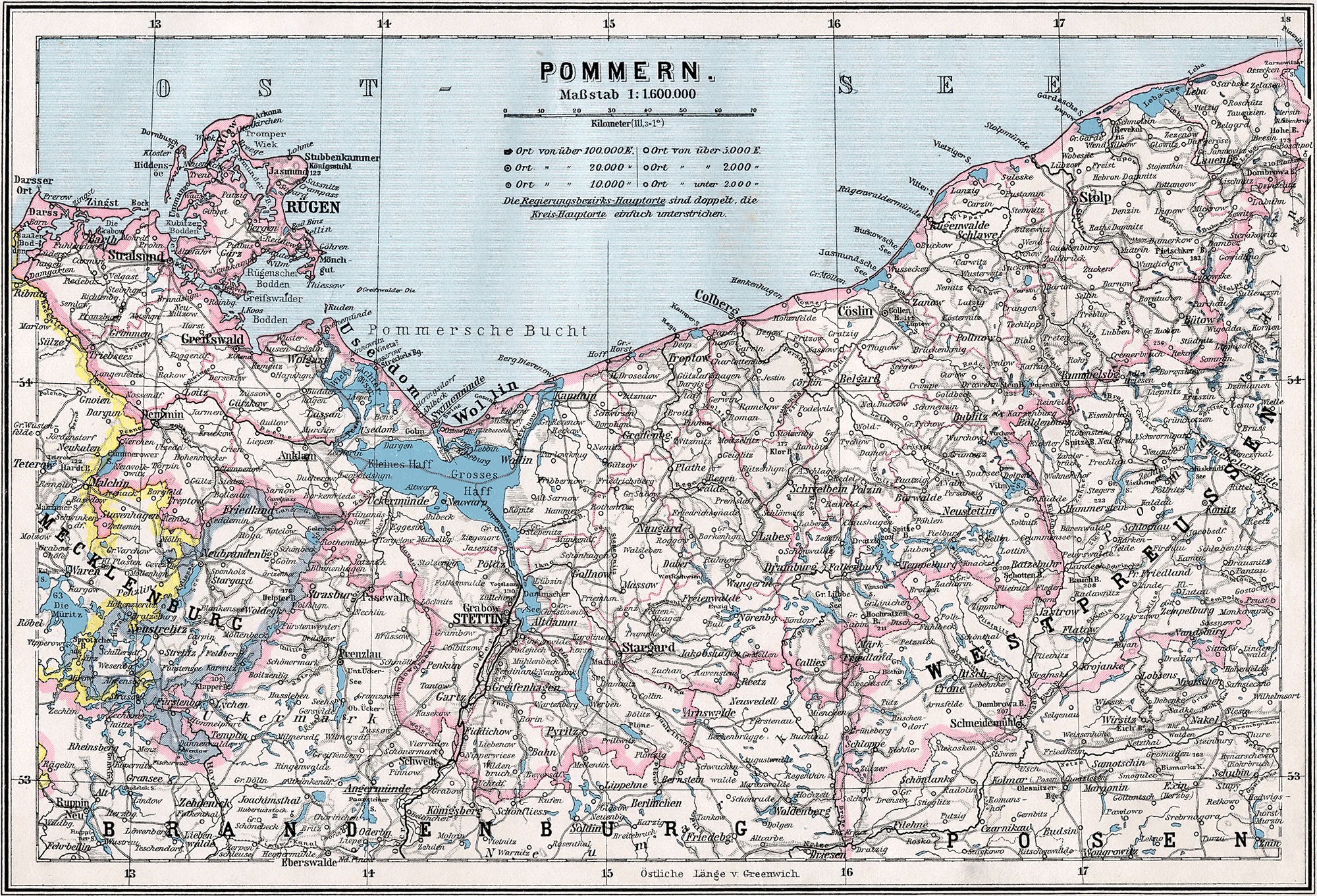
Poméranie (1905).

En dehors de sa mère et de sa sœur, Aue ne voit pas sa famille, ou tout au moins il n’en dit rien. On sait que sa famille, installée en Alsace, était originaire de Poméranie, que son oncle a servi d’agent à Mandelbrod (p. 414) et que ses grands-parents maternels sont morts (p. 181). Aux pages 418-419, on évoque aussi le grand-père et la grand-mère paternels.
Le père du narrateur a disparu mystérieusement en 1921, sans plus donner aucun signe de vie. Le narrateur tend à rendre responsable sa mère de cette disparition. On ne lit que des témoignages de seconde main des différents protagonistes qui l’ont connu.
Le docteur Mandelbrod le décrit comme un homme courageux (« Ton père, par exemple, considérait que la difficulté en elle-même était une raison de faire une chose, et de la faire à la perfection. Ton grand-père était de la même trempe. »). En faisant de son père un héros précurseur du national-socialisme, Mandelbrod renforce l’attachement d’Aue à cette idéologie.
Aussi le témoignage discordant que livre von Üxküll, lequel décrit son père – combattant en 1919 avec les corps francs allemands de Courlande (Lettonie) – comme « un homme sans foi, sans limites » qui « faisait crucifier des femmes violées aux arbres » et « jetait lui-même des enfants dans les granges incendiées » (p. 807–808) ne peut que mettre Aue dans une rage folle.

#### Les rapports entre le narrateur et sa sœur jumelle
Max éprouve des sentiments incestueux envers sa sœur jumelle, Una, l’« unique » femme aimée. Le narrateur évoque des souvenirs de son adolescence, période de jeux amoureux troubles : « Elle monta sur moi mais déjà un filet de sang lui coulait à l’intérieur des cuisses […] je voulais lui embrasser le sein, rond maintenant, mais cela ne l’intéressait pas » (p. 443).
Pendant huit ans, Aue ne verra pas sa sœur et lui gardera rancune de son mariage, contracté en 1938, qu’il considère comme une véritable trahison (« Elles vous parlent d’amour mais à la première occasion, la perspective d’un bon mariage bourgeois, hop, elles se roulent sur le dos et écartent les jambes. »).
Au moment des retrouvailles, Max reste prisonnier de ses souvenirs et de ses fantasmes incestueux, alors qu’Una a tiré un trait sur le passé. Maximilien se veut fidèle au passé et lui rappelle des serments tenus pendant l’enfance alors que pour Una, ce n’était que des « jeux d’enfants ». « L’attachement obstiné à des promesses anciennes n’est pas une vertu », dit-elle.
Lorsque Aue rend visite à sa mère et à son beau-père en 1943, des jumeaux vivent avec eux. On peut, comme la critique de Libération Claire Devarrieux, penser qu'ils sont le fruit de ses amours incestueuses. Plusieurs indices semblent l’attester :
- Ils sont nés en 1936, c’est-à-dire peu après qu’Aue eut revu sa sœur pour la dernière fois.
- Quand Aue annonce la mort de sa mère et de son beau-père à sa sœur, celle-ci lui demande de prime abord si les jumeaux sont vivants.
- Les jumeaux vivent chez les parents d’Una et de Max. Une raison plausible serait la volonté d’éviter tout scandale au moment où Una fait sa vie avec von Üxküll.
- À la fin du roman, les policiers Clemens et Weser affirment que les jumeaux sont les enfants de la sœur de Max.
- Aue aura des jumeaux avec son épouse (même si d’un point de vue scientifique, la transmission de la gémellité s’opère par la mère. On doit néanmoins tenir compte qu'il pourrait y avoir eu des jumeaux dans la famille de la femme de Max, quoique le texte ne l'affirme pas, ni Max ne se soucie de le vérifier).

Le thème élargi du jumeau (du double, du miroir, de l'Autre symétrique) se retrouve tout au long du roman. On peut voir dans l'inceste une métaphore des théories raciales (rapports sexuels entre aryens).

#### Le matricide
Le narrateur éprouve une aversion, voire une véritable haine envers sa mère. Déjà enfant, il s’était révélé allergique au sein maternel. « La haine dut venir plus tard, lorsqu’elle oublia son mari et sacrifia ses enfants pour épouser un étranger », précise-t-il (p. 343). Plus tard, il lui tiendra rigueur, ainsi qu’à son beau-père, de l’avoir séparé de sa sœur à la suite de leurs jeux incestueux et de l’avoir empêché d’étudier les lettres et la philosophie.
Lorsque Aue, lors d’un congé en avril 1943, rend visite à sa mère et son beau-père à Antibes, il n’a plus vu sa mère depuis 1934, soit depuis neuf ans. Sa mère lui fait comprendre qu’il se comporte de manière injuste en la rendant responsable du départ de son père. Elle essaie de lui montrer qu’elle a elle-même été victime de cet abandon. Un matin, en se réveillant, Aue découvre les corps sans vie de son beau-père et de sa mère, lui massacré à la hache, elle étranglée sur son lit. Les jumeaux s’enfuient en le voyant.
Plus tard dans le roman, deux commissaires de la Kriminalpolizei, Weser et Clemens, mènent l’enquête et soupçonnent Aue d’être impliqué dans le meurtre. La police française a en effet retrouvé des vêtements civils d’origine allemande maculés de sang dans la salle de bain, ce qui tend à corroborer la culpabilité d’Aue. Dès lors, les deux commissaires n’auront de cesse de poursuivre Aue partout où il ira, jusqu’à la demeure de sa sœur en Poméranie.
Toujours est-il qu’Aue ne s’en souvient pas : « Dans mon angoisse, j’en venais à croire que ces deux clowns avaient raison, que j’étais devenu fou et l’avais en effet assassinée. » (p. 759)
Cependant, même si rien ne l’atteste dans le roman, compte tenu du caractère « tourmenté » voire maladif du narrateur, il est assez vraisemblable qu’il soit l’auteur du double meurtre.

#### L’homosexualité
Aue a un comportement homosexuel, ce qui ne va pas sans poser de problèmes pour un nazi qui veut faire carrière. Il lui est reproché de ne pas s’être marié, par exemple par Himmler lors de leur entrevue (p. 497), et ne pas donner d’enfant au Reich.
En même temps, c’est indirectement à cause de son homosexualité qu’il devient membre du SD et plus tard impliqué dans les crimes nazis. Ayant été arrêté par la police à Berlin, à la suite d'un meurtre commis, sur un lieu de rendez-vous homosexuel notoire, il n’a pas d’autre choix que d’accepter la « proposition » de Thomas (p. 75).
Si Littell a choisi un narrateur homosexuel, c’est précisément en vertu de cet aspect problématique de l’homosexualité. Selon Littell (émission du 13 novembre 2006, France Inter), elle confère à son narrateur un recul, une lucidité que n’a pas un brave père de famille comme Eichmann. Elle permet aussi d’expliquer la confession du narrateur, laquelle s’oppose au silence des bourreaux nazis.
Selon Stéphane Roussel, non seulement l'homosexualité crée cette distanciation dont parle Littell, mais elle est aussi un reflet de la crise que traverse l'Histoire ; homme troublé dans un monde troublé, Aue traverse les frontières géographiques, éthiques et sexuelles, souhaitant, plus que de se rapprocher de sa sœur, être une femme, afin d'échapper, sur le mode du fantasme, à la guerre, et laissant, dans une perspective de compréhension de l'Histoire et de l'histoire intime, finalement une grande place à la fatalité, au fatum de la tragédie antique.
À plusieurs occasions, Aue a des relations homosexuelles, notamment en Crimée ou à Paris. Toutefois, il y a toujours de sa part dissociation entre amour physique et sentiment (Les types avec qui j’ai couché, je n’en ai jamais aimé un seul, p. 29). Après l’acte, il renvoie assez brutalement son amant d’un soir.
Comme le précise Claire Devarrieux, « ce garçon est un homosexuel qui a juré fidélité à sa sœur jumelle, lié à elle par l’inceste. Puisqu’elle lui est interdite, il se met à sa place, il se veut femme, ouvert au sexe des autres hommes sans les aimer. Tel est le regret de Max, il ne peut dire "je suis nue, aimée, désirée". »
Son homosexualité et son désir d’être une femme s’expliquent, selon lui, par son amour pour sa sœur (« Il est fort concevable qu’en rêvant d’être une femme, en me rêvant un corps de femme, je la cherchais encore, je voulais me rapprocher d’elle », p. 29). Un autre passage est éclairant : « Je me suis souvent dit que la prostate, ce clitoris du pauvre, et la guerre sont les deux dons de Dieu à l’homme pour le dédommager de ne pas être femme. » Par ailleurs, quand il a des relations sexuelles avec un jeune homme à Paris, il cherche à voir le visage de sa sœur. Il semble d'ailleurs uniquement passif lors de ses relations sexuelles avec des hommes.
On peut constater toutefois qu’il n’est pas insensible au charme et à la beauté des femmes en dehors de sa sœur, ce que son intérêt pour Hélène semble attester. Il ne manifeste toutefois pas de désir sexuel pour elles, comme le prouvent plusieurs scènes du roman : sa relation avec Hélène reste platonique. Il refuse l’offre faite par l’accompagnatrice de Mandelbrod de passer la nuit avec lui ; par ailleurs, lors d’une soirée avec Thomas, il repousse brutalement une fille qui l’aguiche et ne consent à monter avec une fille qu’en raison de la présence de Thomas.

### L’antisémitisme et la Shoah dans le roman

#### L’antisémitisme, un phénomène ancien

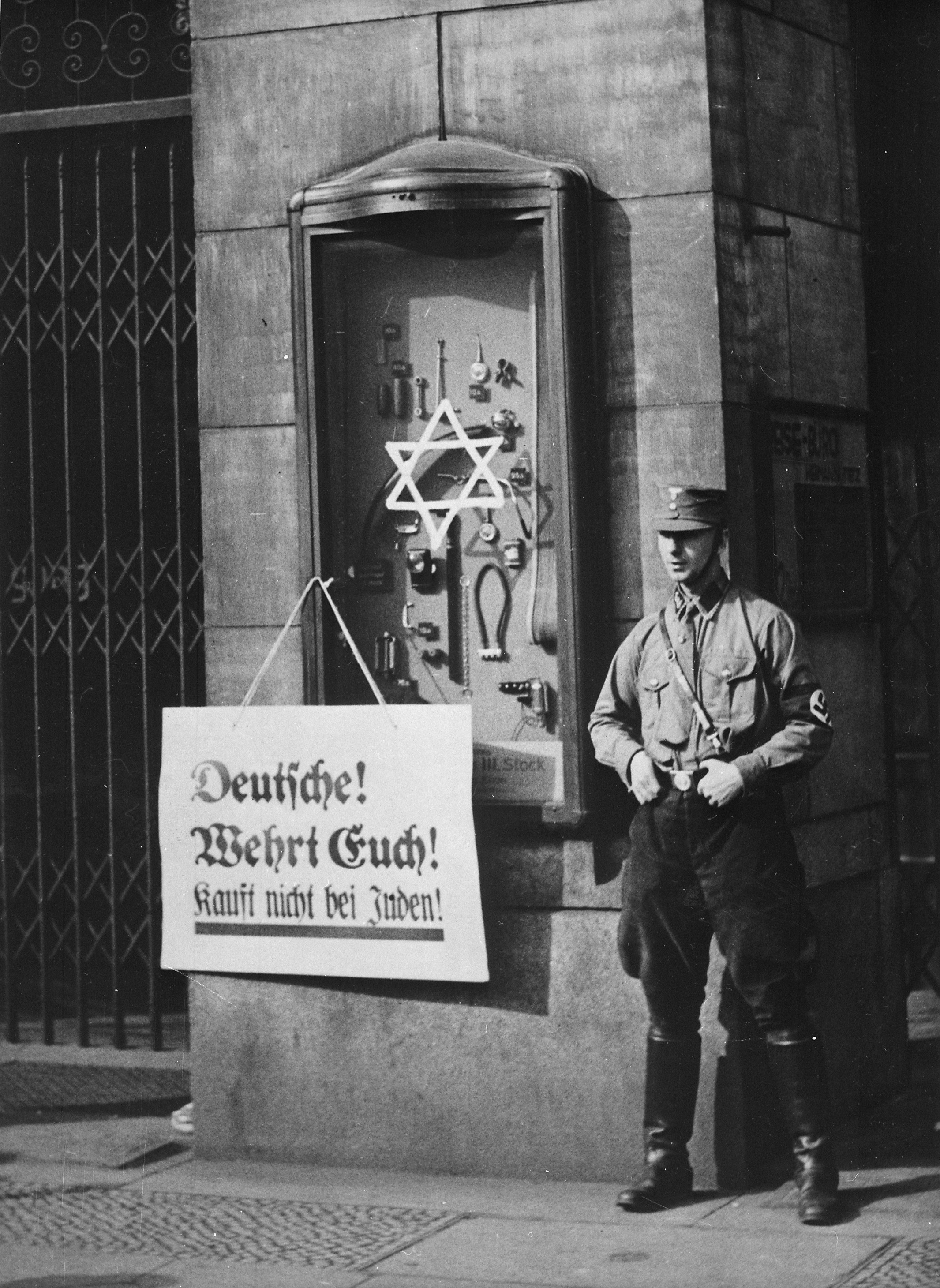
Affiche antisémite, avec un SA en premier plan : « Allemands ! Défendez-vous ! N’achetez pas chez les Juifs ! », 1933.

Aue tente à plusieurs reprises de relativiser la théorie selon laquelle le massacre des Juifs serait au cœur de l’idéologie nazie.
Pour cela, il affirme que :
- L’antisémitisme est un phénomène très ancien, antérieur à l’accusation de déicide proférée par certains chrétiens. Aue le fait remonter à l’époque grecque : « Les premiers écrits contre les Juifs, ceux des Grecs d’Alexandrie […] ne les accusaient-ils pas d’être des asociaux, de violer les lois de l’hospitalité, fondement et principe majeur du monde antique, au nom de leurs interdits alimentaires, qui les empêchaient d’aller manger chez les autres ou de les recevoir. » (p. 618)
- Avant la Première Guerre mondiale, l’antisémitisme était plus virulent en France qu’en Allemagne.

#### La ressemblance entre Juifs et Allemands (aryens)
Une des raisons essentielles développée dans le roman pour expliquer l’Holocauste est la très grande ressemblance, voire la symétrie entre les Allemands (au sens d’Allemands aryens, pour les personnages du roman, le fait d’être juif et allemand s’excluant) et les Juifs. On ne tue finalement l’autre que parce qu’il incarne ce que l’on ne supporte pas dans son propre être. D’ailleurs, Turek, qui massacre les Juifs avec tant de sadisme, a pour le narrateur un physique typiquement Juif.
La sœur du narrateur est d’avis qu’« en tuant les Juifs [les Allemands ont] voulu [se] tuer eux-mêmes, tuer le Juif en [eux]. Tuer […] le bourgeois pansu qui compte ses sous, qui court après les honneurs et rêve de pouvoir […], tuer l’obéissance, tuer la servitude du Knecht, tuer toutes ces belles vertus allemandes. » (p. 801–802)
Un des personnages du roman, le haut dignitaire nazi Mandelbrod – qui porte un nom juif – souligne que la ressemblance entre Juifs et Allemands est due à un emprunt. Les Allemands ont en effet une dette envers les Juifs : « Toutes nos grandes idées viennent des Juifs. Nous devons avoir la lucidité de le reconnaître » (p. 420). Parmi ces idées, on trouve l’idéologie völkisch (« La Terre comme promesse et comme accomplissement, la notion du peuple choisi entre tous, le concept de la pureté du sang »). Or pour les nazis, il ne peut y avoir deux peuples élus.

#### La «Solution finale», moyen d’empêcher tout retour en arrière
Lors d’une discussion avec son ami Thomas (p. 137), Aue développe la thèse selon laquelle le meurtre des Juifs ne sert à rien. « C’est le gaspillage, la pure perte. C’est tout. Et donc ça ne peut avoir qu’un sens : celui d’un sacrifice définitif, qui nous lie définitivement, nous empêche une fois pour toutes de revenir en arrière. […] Avec ça, on sort du monde du pari, plus de marche arrière possible. L’Endsieg ou la mort. Toi et moi, nous tous, nous sommes liés maintenant, liés à l’issue de cette guerre, par des actes commis en commun. »

#### L’idéologievölkischcomme cause de la Shoah
On trouve dans le roman quantité de conversations qui attestent d’une idéologie völkisch, reposant sur un darwinisme biologique et social.
Pour Mandelbrod, la préservation d’une race pure est impérative afin d’éviter toute décadence du peuple allemand. Il cite à cet égard l’exemple de la race mongole, qui a conquis le monde et s’est, selon lui, abâtardie en prenant des épouses étrangères.
Peu de personnages osent s’affranchir de cette idéologie raciale. On peut citer l’exemple de von Üxküll, qui bien qu’antisémite refuse tout lien entre génie musical et génie de la race, ou de Voss, linguiste avec lequel le narrateur se lie d’amitié dans le Caucase. Ce dernier critique les prétendues bases génétiques sur lesquelles reposerait l’idéologie völkisch en qualifiant cette dernière de « philosophie de vétérinaires » et en montrant son absence totale de scientificité (p. 280). Cette idée se trouve illustrée par les débats aporétiques qui opposent les spécialistes nazis à propos de la nécessité de l’élimination d’une tribu juive montagnarde : la démonstration par l’exemple vire à l’absurde.

#### Le massacre des Juifs comme problème à résoudre

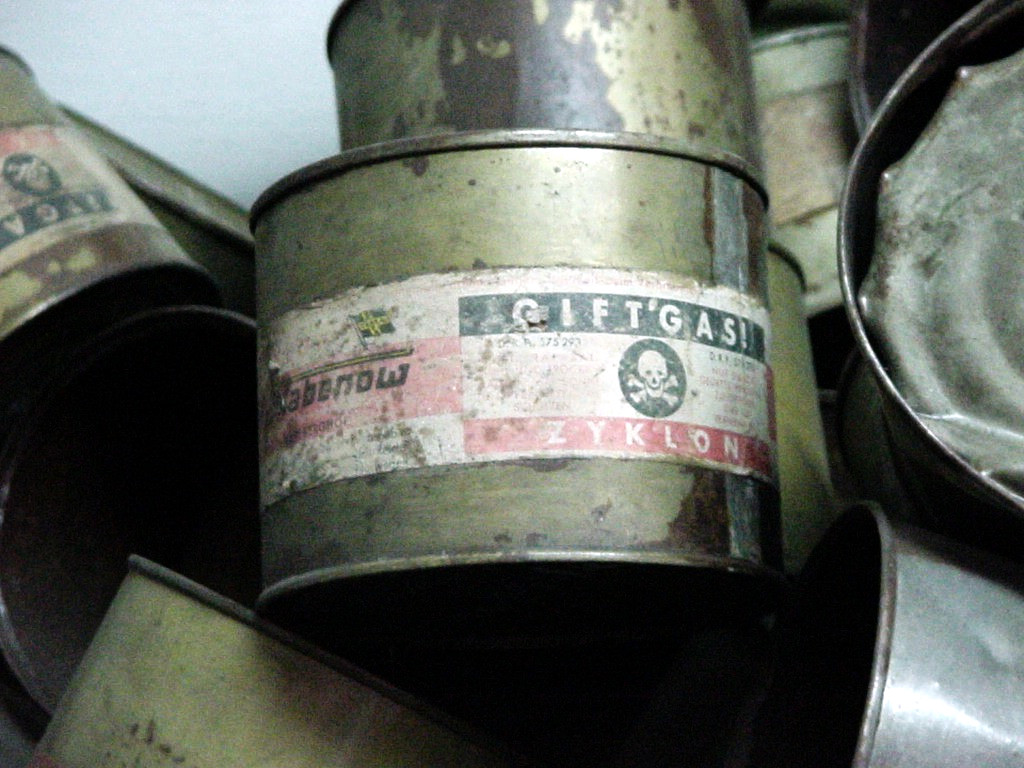
Récipients de Zyklon B exposés à Auschwitz.

On voit dans le roman que la présence d'Européens juifs est pour les nazis un problème à résoudre. Cette approche est l'idée même du roman de Littell, elle est au cœur de l'originalité de son projet : le politique crée de toutes pièces le problème qu'il entend résoudre, car le régime nazi n'a eu de cesse de prétendre qu'il y avait un « problème juif en Europe », « problème » qui n'existait nullement. Et l'on ne comprend rien à la pensée du personnage, si l'on ne se dit pas à son instar que non seulement les nazis ne pensaient pas commettre un crime, mais s'attendaient même aux félicitations des autres Européens d'avoir enfin résolu cette « question juive » qui empoisonnait selon eux la vie du continent. Aue répète à de multiples reprises que nul n'a envie de faire ce « travail repoussant », mais qu'il est indispensable, qu'il faut qu'un « peuple fort s'y colle ». Les génocidaires s'attellent à ces tâches ingrates pour le bien de tous et s'attendent à être remerciés d'avoir fait ce que personne n'osait entreprendre. La pensée de Hannah Arendt est donc modifiée, ce n'est pas la banalité qui explique le crime de masse, mais la conviction de ses auteurs d'accomplir une tâche, certes horrible, mais nécessaire à leur société. Voilà pourquoi le narrateur souligne que le génocide s’accomplit la plupart du temps sans haine caractérisée : « Cela lui était indifférent que l’on tue les Juifs parce qu’on les haïssait ou parce qu’on voulait faire avancer sa carrière ou même dans certaines limites que l’on y prenne du plaisir » (p. 127).
Dans le roman sont présents tous les cas de figure :
- le responsable nazi qui par obéissance s’acquitte du meurtre des Juifs malgré une certaine répugnance (Ohlendorf) ;
- le planificateur bureaucrate qui ne s’occupe que de la tâche qui lui a été assignée (Adolf Eichmann), pour qui son objectif prime sur tout le reste, notamment lors du débat à la fin de la guerre sur l’utilisation des détenus juifs à des fins de production militaire ;
- le militaire sadique qui prend plaisir à tuer – ce qui provoquera d’ailleurs la colère d’Aue – mais qui reste une exception ; c’est le cas d’Ott (p. 149) ou de Turek (p. 227). L'antisémite paranoïaque Lübbe considère sa tâche hideuse « Écoutez, ce n'est pas parce que je mange de la viande que j'aimerais travailler dans un abattoir.» (p. 88)

Se pose également la question des moyens pour arriver aux fins recherchées, l’élimination des Juifs.
Le meurtre de masse est problématique pour la plupart des soldats. On évoque les milliers de soldats traumatisés par les meurtres, en particulier les meurtres de femmes et d’enfants qui ne peut que les renvoyer à leur condition de père et de mari, qui deviennent fous, alcooliques ou brutaux et incontrôlables. Ainsi dans le roman, un infirmier allemand, Greve, tue son supérieur, Ott, après que celui-ci a fracassé le crâne d’un bébé que Greve venait de sauver de la mort (p. 149).
Le camion Saurer, dans lequel sont enfermés les Juifs en vue d’une mort par asphyxie, n’est une solution guère plus satisfaisante.
Pour remédier à cet état de fait, la création de camps de concentration est un moyen de diluer la responsabilité des différents acteurs du génocide, chacun pouvant arguer n’avoir fait que son travail - du conducteur du train au fabricant de gaz Zyklon B.

### La question du mal

#### La banalité du mal, l’inhumain reste de l’humain

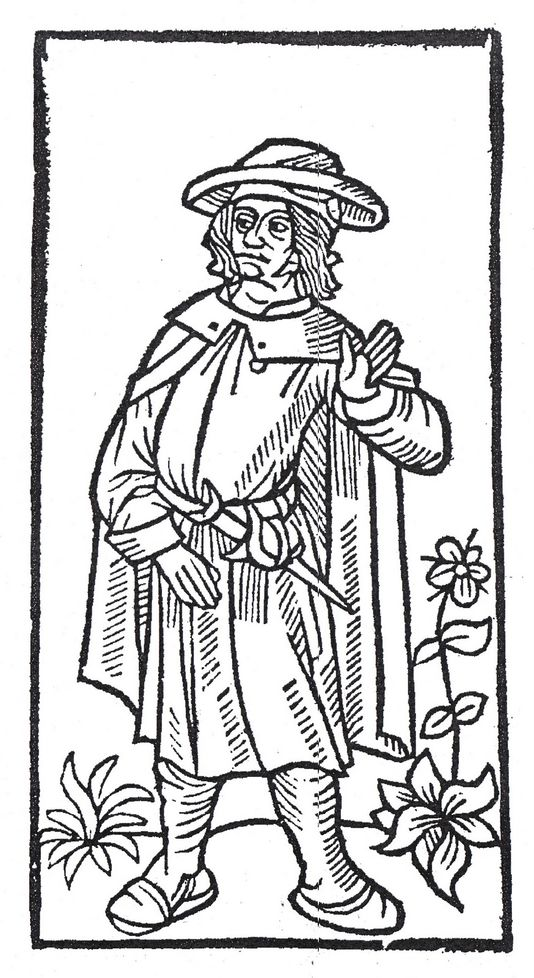
François Villon (v.1431-v.1463).

La question du mal est une question centrale du roman : le critique du Figaro, Étienne de Montety, voit en Aue « une figure faustienne du mal ». Pour lui, « le Mal a des teintes comme le couchant des soirs d’orage ». C’est là un des principaux effets de la déflagration Littell : rappeler au lecteur, à son corps défendant, que cette histoire funeste du nazisme fut une histoire d’hommes. Le livre s’ouvre d’ailleurs sur l’incipit villonnien de Ballade des pendus : « Frères humains… » (phrase qui constitue aussi une partie du titre d'un roman d'Albert Cohen, Ô vous, frères humains). Comme le précise le narrateur (p. 543), l’inhumain et donc le Mal restent de l’Humain. On peut tuer des Juifs et être un bon père de famille.
L’auteur, Jonathan Littell, n’est pas loin de partager l’opinion de son héros. Pour lui, « la catégorie du mal est un résultat, pas une cause. Il n’existe pas de gens mauvais en soi, même votre Dutroux. Certes, ses actes sont mauvais, mais il n’est pas, lui, un Satan qui ferait le mal par plaisir. Ce qui est vrai pour le mal individuel l’est encore davantage pour le mal collectif quand le bourreau est entouré de gens qui lui renvoient l’image que ce qu’il fait est bien. Toutes les collectivités ont le pouvoir de faire le mal. La célèbre expérience de Milgram, où on demandait à des gens d’appuyer sur un bouton qui pouvait pourtant entraîner des souffrances à d’autres hommes, a bien montré que chacun peut faire le mal dans un certain contexte. »
Aue lui-même ne correspond en aucune façon au cliché de la brute nazie sanguinaire. C’est un homme lettré qui, n’ayant pu étudier les lettres, a fait de brillantes études de droit. « Aue est un drôle de SS qui préfère citer Tertullien plutôt que Rosenberg. Dans les villages de Russie, il parle grec à ses victimes et, de passage à Paris, se rend au Louvre pour contempler un Philippe de Champaigne », écrit Montety. De même, il lit Flaubert lors de sa fuite devant l’avancée des Russes, et apprécie la musique de Rameau.
Néanmoins, Aue fait le choix du national-socialisme qui satisfait son besoin d’absolu, sa haine du bourgeois et lui permet de s’identifier au père absent.

#### Un mal commis par devoir

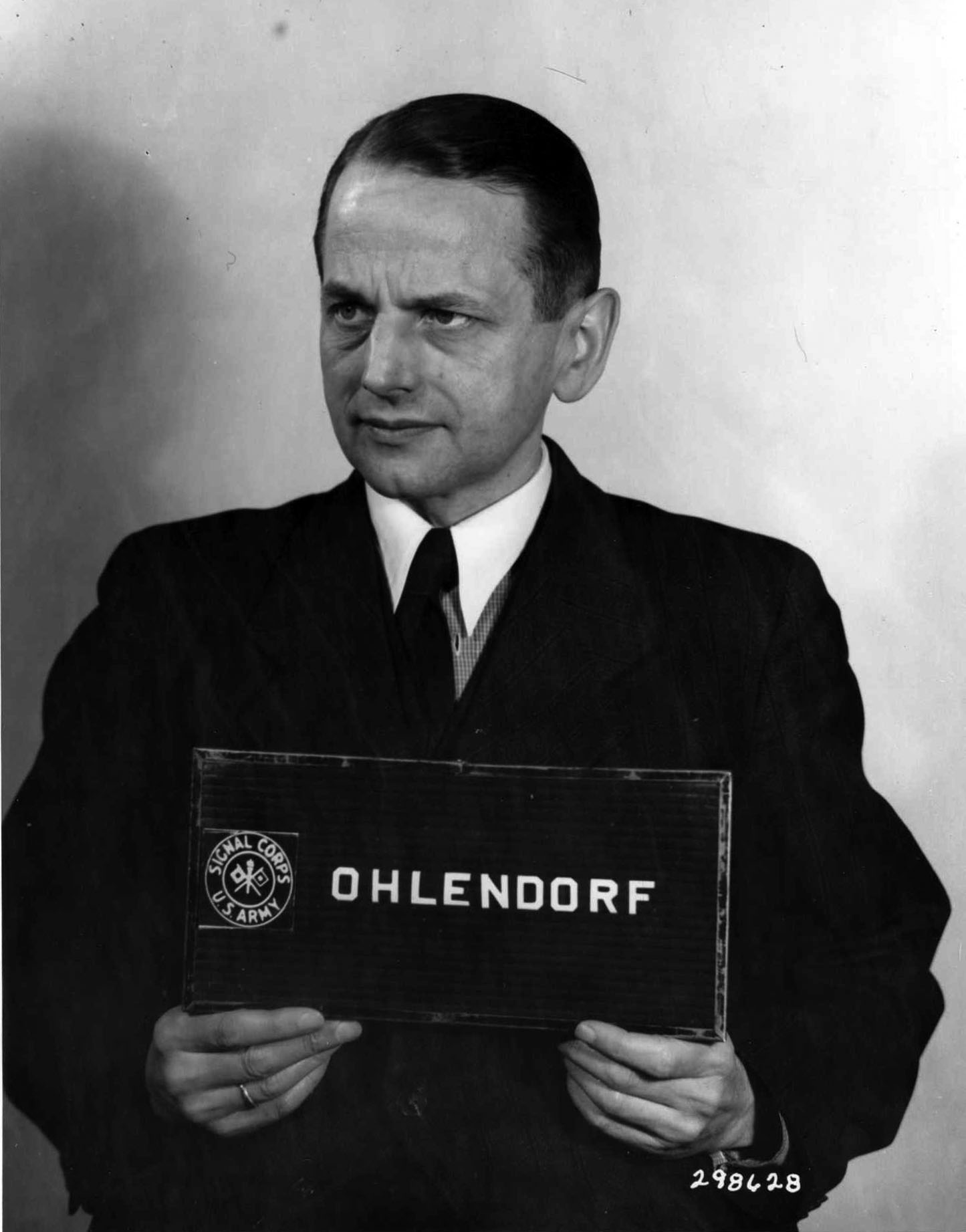
Otto Ohlendorf, 1948.

Dans le roman, les dignitaires nazis en arrivent à organiser l’extermination des Juifs sans avoir au départ le moindre penchant criminel mais par loyauté ou obéissance vis-à-vis du régime nazi. Ce sentiment de devoir implique de surmonter tout scrupule d’ordre moral, toute compassion ou humanité étant perçue comme une faiblesse, un sentimentalisme contraire aux valeurs viriles du nazisme. L’échelle des valeurs est inversée : le courage est pour le nazi de surmonter son humanité.
Ainsi, Max Aue n’approuve pas, à titre personnel, l’Holocauste (« À la pensée de ce gâchis humain, j’étais envahi d’une rage immense, démesurée », p. 126). Le massacre des Juifs lui semble « un malheur », mais il indique qu’au « malheur, il faut s’y confronter […] fermer les yeux, ce n’est jamais une réponse. »
Un autre exemple éclairant est celui d’Ohlendorf, qui accomplit l’extermination des Juifs par pur sentiment de devoir. Celui-ci avoue n’être « ni un militaire, ni un policier » et que « ce travail de sbire ne ([lui] convient pas. Mais c’était un ordre et [il avait] dû accepter. » (p. 211). Se confiant à Aue, il avoue qu’il aurait préféré qu’on trouve une solution plus humaine.
Le narrateur souligne qu’Ohlendorf (p. 212) interdit que l’on frappe ou tourmente les condamnés, exige que les exécutions soient menées selon la méthode militaire et que l’on contrôle les vols et détournements auxquels se livraient les soldats.

#### Le refus de la mauvaise conscience
En même temps, il rejette d’un revers de main toute idée de morale, toute mauvaise conscience. Il reste prisonnier d’une idéologie völkisch et darwiniste sociale.
Il justifie ce rejet de la mauvaise conscience de plusieurs façons :
- d’une part, « s’il était né en France ou en Amérique, on l’aurait appelé un pilier de sa communauté et un patriote, mais il est né en Allemagne, c’est donc un criminel. » (p. 543) ;
- d’autre part, il montre que d’autres peuples – les Britanniques et les Belges dans leurs colonies, les Américains vis-à-vis des Indiens d’Amérique, les Russes lors de la « dékoulakisation » – ne se sont pas comportés moins brutalement ;
- enfin, si l’Allemagne avait gagné, la question ne se poserait pas : le mal serait donc un jugement de valeur prononcé par le vainqueur. Le narrateur se fait l’apôtre du relativisme : tout est question de perspective, il n’y a pas d’instance absolue permettant de juger du bien ou du mal, « chaque peuple définit sa vérité et sa justice. » (p. 154).

Ce raisonnement tend à absoudre l’individu de sa responsabilité morale et à envisager une responsabilité collective : « Si donc on souhaite juger les actions allemandes durant cette guerre, c’est à toute l’Allemagne qu’il faut demander des comptes. » (p. 545)
Dans une autre perspective, Aue envisage une responsabilité qui ne repose plus sur l’intention de commettre le mal, mais sur l’accomplissement de ce mal, conception grecque de la morale : « Les Grecs faisaient une place au hasard dans les affaires des hommes, mais ils ne considéraient en aucun cas que ce hasard diminuait leur responsabilité » (p. 545)
Malgré les atrocités qu’il commet, Aue demeure un personnage intéressant pour le lecteur, car il reste capable d’une certaine humanité et se montre rétif à la malhonnêteté intellectuelle ou à la cruauté gratuite. Ainsi, il refuse de cautionner le massacre des Juifs des montagnes du Caucase, ce qui lui vaudra une affectation-sanction à Stalingrad, et s’oppose à Turek, lequel fait preuve de beaucoup de cruauté envers les Juifs. Aue juge le comportement de ce dernier indigne.

#### Le crime, un mal auquel on s’habitue
On a l’impression que, s’agissant de tuer, c’est le premier meurtre qui est le plus difficile, et qu’ensuite on s’y habitue : assistant aux exécutions, Aue remarque qu’« il advenait que ce sentiment de scandale s’usait de lui-même et on en prenait, en effet, l’habitude. » (p. 170) On peut même finir par y trouver de la jouissance, comme le confirme le narrateur dans un entretien avec Wirths : « Wirths était d’accord avec moi pour dire que même les hommes qui au début frappaient uniquement par obligation finissaient par y prendre goût. » (p. 573)
Dans les premiers temps, une question obsède le narrateur : comment tuer peut-il être si facile, alors que mourir est si difficile ? Cependant, au fil du roman, Aue plonge dans l’abîme du mal et ses inhibitions face au meurtre semblent diminuer : en Ukraine, il se contentait d’achever la souffrance de Juifs agonisants ; lors de son séjour en France, il massacre [probablement] sa mère et son beau-père sauvagement à l’aide d’une hache et de ses mains nues. Pendant l’avancée des Soviétiques, il rencontre un joueur d’orgue dans une église et l’exécute froidement, obsédé par sa musique. À Berlin, en avril 1945, il tue dans les toilettes d’un hôtel un amant un peu empressé. Le roman s’achève sur le meurtre de Thomas, l’ami le plus loyal et le plus fidèle, qui l’a sauvé par le passé. La lésion cérébrale du narrateur consécutive à sa blessure sur le front de Stalingrad, pourrait être la cause de ses actes individuels de violence, notamment à Antibes et à Berlin. La violence exercée en temps de guerre finit par rejaillir dans le civil.
Cependant, le narrateur ne sort pas indemne de sa confrontation avec le mal. Il somatise, souffre de coliques, de vomissements, de diarrhées récurrentes. Dans le roman, sang, excréments, putréfaction sont omniprésents. Aue confesse qu’il souffre encore de fréquentes nausées qui ont commencé au moment de la guerre : « C’est un vieux problème, ça date de la guerre, ça a commencé vers l’automne 1941 […] à Kiev. » Le contrecoup du massacre de Babi Yar ? De même, les fantasmes sexuels et rêves traumatisants prennent de plus en plus d’importance, jusqu’à culminer dans le chapitre « Air », et amènent à douter de la santé mentale du narrateur.

#### Le destin criminel d’Aue et celui de l’Allemagne nazie
On peut s’interroger sur la généalogie des crimes que vient à commettre Aue. Il s’oppose à sa mère ou à sa sœur qui toutes deux réprouvent les actes perpétrés à l’encontre des Juifs. Par un brutal retour des choses, Una atteste à la fin du roman de la brutalité et de la cruauté dont a fait preuve leur propre père lors de la Première Guerre mondiale.
On peut se demander si le mal n’est pas la conséquence du malheur que l’on éprouve : le narrateur se refuse à toute émotion, à tout sentiment d’amour. Il refuse de se mettre à la place des autres, de comprendre sa mère et sa sœur. Il semble prisonnier de sentiments de répulsion et de rancune. Il dissocie sexualité et amour, dans la mesure où il ne peut aimer une autre personne que sa sœur, comme l’indique Marie-Laure Delorme dans Le Magazine littéraire : « lui, privé de son amour d’enfance ne s’est jamais risqué hors de son destin. »
Par ailleurs, Aue indique au début du roman que « depuis son enfance, [il est] hanté par la passion de l’absolu et du dépassement des limites. » (p. 95) Il opte pour une pensée radicale, le national-socialisme, par haine du « confort des lois bourgeoises » et de l’« assurance médiocre du contrat social ». Sa haine du bourgeois et sa haine du beau-père ne font qu’une. À un autre endroit du roman (p. 138), Aue qualifie son beau-père de « grand bourgeois français ».
On peut se livrer à un parallèle entre le destin criminel de l’Allemagne nazie et le destin criminel de Max Aue. Marie-Laure Delorme souligne que « Maximilien Aue cherche, comme le peuple allemand, à laver un passé honteux pour construire un avenir radieux. Le meurtre collectif ou individuel, apparaît comme une solution radicale. Et peu à peu, dans les deux cas, la folie gagne. »

#### Le crime, refus de reconnaître l’humanité de l’autre
Un passage est éclairant sur une motivation du crime de sang. Le personnage de Wirths souligne qu’on ne tue pas quelqu’un parce qu’on le considèrerait comme un animal. Après tout, « aucun de nos gardes ne traiterait un animal comme il traite les Häftlinge. […] J’en suis arrivé à la conclusion que le garde SS ne devient pas violent ou sadique parce qu’il pense que le détenu n’est pas un être humain ; au contraire, sa rage croît et tourne au sadisme lorsqu’il s’aperçoit que le détenu, loin d’être un sous-homme comme on le lui a appris, est justement, après tout, un homme, comme lui au fond. »

### Un tableau de l’Allemagne durant la Seconde Guerre mondiale

#### Les événements historiques évoqués dans le roman
Les principaux événements historiques de nature politique ou militaire entre 1941 et 1945 sont évoqués dans le roman. On en voit également les répercussions sur les populations : restrictions en eau chaude, conséquences des bombardements, bandes d’enfants errants à la fin de la guerre...
Sont notamment évoqués la bataille de Stalingrad, l’avancée des troupes soviétiques, et l’attentat de juillet 1944 contre Hitler.
On perçoit également l’évolution des rapports de force entre les différents dignitaires du régime nazi à travers les propos des différents personnages : ainsi, selon Thomas, après Stalingrad, Göring est marginalisé alors que Speer est l’étoile montante du régime.
Les discussions entre responsables nazis informent également sur le moral des combattants ou de la population.

#### Les tensions entre SS et Wehrmacht

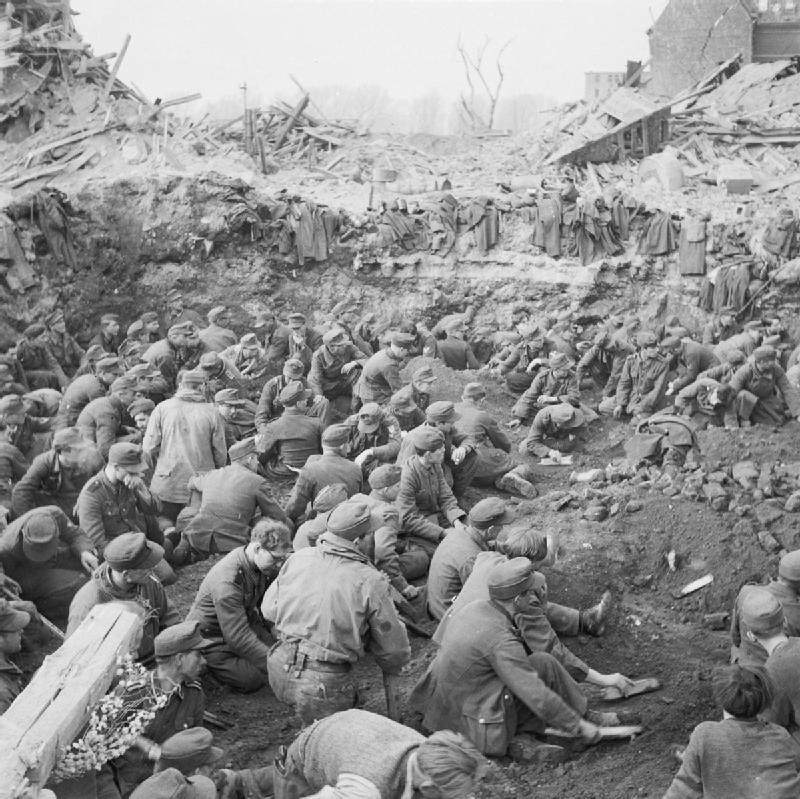
Soldats allemands prisonniers de guerre, mars 1945.

Des tensions existent entre la Wehrmacht et la SS ; cette opposition recouvre une opposition de classe sociale, les aristocrates étant présents essentiellement dans la Wehrmacht et non dans la SS.
Les aristocrates, le plus souvent des junkers, n’ont que mépris pour la SS et pour les nazis de manière générale. Le personnage le plus emblématique de cette attitude est von Üxküll, le mari d’Una, qui à la suite de l’exclusion de Schönberg de l’académie qualifie le gouvernement nazi de « gouvernement de gangsters et de prolétaires aigris ». Lorsque Aue lui demande son soutien afin de pouvoir obtenir une affectation en France, von Üxküll lui annonce que « [ses] amis de la Wehrmacht ne portent pas la SS dans leur cœur ».
L’inverse est aussi vrai. Au mépris des aristocrates envers les nazis répond le mépris des nazis convaincus pour les junkers. Ainsi, Blobel leur reproche d’être hypocrites et de laisser la sale besogne aux SS pour garder une prétendue virginité morale : « Et ça sera nos têtes qu’on servira à la foule tandis que tous les Prusso-youtres comme von Manstein, tous les von Rundstedt et les von Brauchitsch et les von Kluge retourneront à leurs von manoirs confortables et écriront leurs von mémoires, en se donnant des claques dans le dos les uns les autres pour avoir été des von soldats si décents et honorables. » (p. 173)

#### Le cynisme au service du pouvoir
Dans un régime autoritaire, la vérité compte moins que le souci de ne pas déplaire à ses supérieurs. Aue l’apprend à ses dépens. Aue est un national-socialiste convaincu. Il adhère à un projet qui s’adresse à l’ensemble du peuple : « L’ordre social devait être arrangé organiquement à l’avantage de tous et pas seulement de quelques nantis. » (p. 463)
Aue pense être récompensé en faisant preuve de lucidité. Dans son rapport à Heydrich en 1939, il note qu’en cas de guerre la France irait à l’affrontement avec l’Allemagne. Or c’est Thomas, le cynique, le carriériste qui obtient un avancement. « Qu’est-ce qu’on s’en fout de ce qui se passera ? En quoi ça nous concerne, toi et moi ? Le Reichsführer ne veut qu’une chose : pouvoir rassurer le Führer qu’il peut s’occuper de la Pologne comme il l’entend. » (p. 61)
S’il faut être soumis à ses supérieurs, il ne faut pas toutefois trop s’encombrer de scrupules ; le principe de fonctionnement du système et donc du pouvoir tel que l’expose Thomas à Aue est que les ordres restent volontairement flous : « C’est au destinataire de reconnaître les intentions du distributeur et d’agir en conséquence. Celui qui agit ainsi est un excellent national-socialiste et on ne viendra jamais lui reprocher son excès de zèle, même s’il commet des erreurs ; les autres ce sont ceux qui comme le dit le Führer, ont peur de sauter par-dessus leur propre ombre. » (p. 505)
Ainsi, le système favorise les personnalités les plus cyniques et les plus amorales. Comme le remarque Ohlendorf, « le parti reste gangrené par trop d’éléments corrompus qui défendent leurs intérêts privés. » (p. 209). Il constate que « les gauleiters savent très bien interpréter ses ordres, les déformer et puis proclamer qu’ils suivent sa volonté pour en fait faire ce qu’ils veulent ».
Un bel exemple d’arriviste prêt à tout est celui de Woytinek, « qui nourrissait un vif ressentiment d’avoir raté le début de la campagne et qui espérait que l’occasion se présenterait rapidement de se rattraper » (p. 165).

## Réception du roman

### La réception par les critiques
En France, le roman de Littell a fait l’objet d’éloges dithyrambiques, notamment dans Télérama, Le Nouvel Observateur, Le Monde. D’autres (Les Inrockuptibles[réf. nécessaire], Politis) jugent plus sévèrement le roman. Plusieurs historiens (Peter Schöttler, Édouard Husson) déplorent que le narrateur soit peu crédible et citent les erreurs d’interprétation commises à leurs yeux par le romancier.
Le Canard enchaîné et Libération occupent une position intermédiaire dans le panorama de la critique.
On retrouve, en 2006, les mêmes oppositions dans la presse germanophone entre critiques enthousiastes (Frankfurter Allgemeine Zeitung, Rheinischer Merkur) et critiques plus acerbes (Neue Zürcher Zeitung). L'édition traduite en allemand entraîne, en 2008, des critiques plus précises.

#### Les critiques positives
- La qualité de la documentation

Beaucoup s'accordent à reconnaître la qualité du travail de documentation réalisé par l'auteur. L’historien Jean Solchany parle d’un « étonnant souci de documentation ». Même Claude Lanzmann, par ailleurs critique vis-à-vis de l'œuvre, trouve « la documentation formidable » et loue « l’énorme travail qu’il a fourni ». Il atteste qu’il n'y a « pas une erreur » et que l'auteur fait preuve d'« une érudition sans faille ». Selon lui, Littell « a lu tous les travaux des historiens, les témoignages des agents de l’époque, les minutes des procès. Il connaît fort bien « Shoah », dont il dit que ce fut pour lui un événement déclencheur. »
- La maîtrise du style et une œuvre crédible

Le style de l’œuvre est également l’objet de tous les éloges. Pour Jérôme Garcin du Nouvel Observateur, « jamais, dans l’histoire récente de la littérature française, un débutant n’avait fait preuve d’une telle ambition dans le propos, d’une telle maestria dans l’écriture, d’une telle méticulosité dans le détail historique et d’une telle sérénité dans l’effroi. »
L’historien Jean Solchany loue « la force d’un style qui concilie remarquablement crudité et classicisme ». Idem pour Nathalie Crom de Télérama qui trouve « le résultat (…) saisissant ». Elle qualifie l’œuvre de « fresque de grande ampleur où sont convoqués des centaines de personnages réels ou fictifs, portée par une authentique puissance narrative ». Il se dégage, selon elle, « une force de conviction hors du commun, une sensation inouïe de réalisme et de justesse ».
Pour Samuel Blumenfeld, dans Le Monde des livres, « l’époustouflante réussite des Bienveillantes ne se trouve pas seulement dans la conduite d’un récit couvrant l’intégralité du second conflit mondial, un souffle devenu trop rare dans le roman contemporain. Elle tient aussi dans l’abandon demandé au lecteur, à cette façon de l’amener à rendre les armes après 900 pages. Cette pulsion génocidaire, rationalisée par un sens de l’organisation hors du commun, formulée avec autant de précision par Max Aue, ne relève plus seulement de la confidence. Elle devient un miroir qui nous est tendu puisque de ce « frère humain » nous ne pourrons jamais écarter la lointaine parenté. Dans ces moments-là, Jonathan Littell devient vraiment très grand. »
- Un roman qui permet de mieux comprendre l’histoire

Pour le critique de Télérama, « c’est cette machine administrative effarante, cette logistique sophistiquée que l’on voit à l’œuvre, de l’intérieur, avec une précision sidérante, dans Les Bienveillantes, à travers les faits et gestes de Maximilien Aue. » Pour Medard Ritzenhofen du Rheinischer Merkur, Littell a réussi sa tentative de faire de « la normalité du totalitarisme » un sujet littéraire.
Pour les critiques de Libération, Adrien Minard et Michaël Prazan, « il ne s’agit pas ici du récit de l’historien, progressant au fil des preuves et des sources, mais de la traduction, de la mise à disposition pour chacun, de ce travail qui demeure trop souvent circonscrit à ses cercles autorisés. […] On nous disait que l’extermination des Juifs était un sujet rebattu. Littell nous rattrape par la nuque et nous plonge la tête dans l’horreur, dans ses mécanismes les plus sordides en nous disant : Et ça ? Le saviez-vous ? Force est de répondre que non, nous ne le savions pas. Et si nous le savions, nous ne l’avions pas envisagé comme cela. »
Répondant aux critiques de l’historien Schöttler et de Claude Lanzmann, l’historien Jean Solchany pense que « le lecteur est "pris" dans une reconstitution de grande ampleur qui conduit à appréhender, avec une précision et une finesse qu’aucune œuvre de fiction n’avait atteintes jusque-là, la détermination meurtrière du régime nazi, la mobilisation de l’appareil bureaucratique et les différentes formes de la tuerie (fusillades massives orchestrées par les Einsatzgruppen, extermination par le travail, assassinats dans les chambres à gaz, marches de la mort) ». Selon lui « qualifier, comme Claude Lanzmann, le livre de « simple décor » et fustiger l’« indifférenciation de la logorrhée, équivalent verbal des diarrhées dont souffre Max Aue », ou l’assimiler, comme Peter Schöttler, à une « certaine littérature de guerre et de gare », témoigne d’une étroitesse de vue surprenante. »
Pour Jorge Semprún « C’est une démarche assez courageuse et tellement réussie qu’on est admiratif et béat d’admiration devant ce livre. Pour les générations des deux siècles à venir, la référence pour l’extermination des juifs en Europe ce sera le livre de Littell et ça ne sera pas les autres livres. »
Pour la psychanalyste Julia Kristeva, « puisque Les Bienveillantes n’est pas un « roman historique » comme les autres, les critiques formulées par les historiens à son endroit ratent leur cible. Car le narrateur, lui, s’approprie ces discours (jusqu’aux archives soviétiques et aux témoignages des victimes) pour les insérer dans sa psychopathologie. Les Bienveillantes n’est pas un ouvrage d’historien, pas plus qu’une analyse de la Shoah : c’est une fiction qui restitue l’univers d’un criminel. »
Le livre n'a pas de section bibliographique : pour les lecteurs qui connaissent l'histoire, les références sont enchâssées dans le texte et sont évidentes (R. Hilberg, C. Browning, H. Arendt et les nombreux autres). Pour Jonathan Littell, ce roman est un objet littéraire et il n'a pas jugé pertinent de lister les innombrables références des textes historiques et archivistiques qu'il a parcourus. Un site de références historiques sera créé lors de la parution du roman en anglais.
- Le souci éthique

Plusieurs critiques soulignent que malgré le sujet du roman, l’auteur a su éviter l’écueil du voyeurisme, de la fascination malsaine. Pour Nathalie Crom de Télérama, Littell fait preuve « d’un souci éthique omniprésent ». À ses yeux, Jonathan Littell n’a pas choisi l’intenable position qui aurait consisté à donner une représentation romanesque du plus grand génocide de l’Histoire. C’est en quelque sorte en marge de l’indicible qu’il se tient, tout en se tournant pourtant, sans lyrisme ni complaisance, du côté des bourreaux.
Jürg Altwegg de la Frankfurter Allgemeine Zeitung est du même avis. Selon lui, « grâce à son érudition, grâce à sa conscience, celle d’un homme engagé né après la guerre et  grâce à sa confiance toute réactionnaire dans les possibilités de la littérature en deçà de toutes les avant-gardes, son récit échappe à l’écueil de la banalisation et de la trivialisation du mal par la littérature ». Selon le critique allemand, « Littell a intériorisé et retranscrit la subtilité des théories de Blanchot et la fascination envers le mal, tels qu’on peut les observer chez Sade et Jean Genet ».
Pour l’historien Solchany, « le livre ne déréalise pas (la Shoah), mais Jonathan Littell ne manifeste aucune fascination pour l’horreur, il la dépeint au contraire de manière particulièrement éprouvante. Parce qu’elle autorise une libre gestion du temps d’exposition (900 pages !), et donc une organisation plus élaborée du récit, parce qu’elle parvient à suggérer de façon plus directe la violence et la souffrance, la littérature démontre ici sa supériorité sur le cinéma. »

#### Les critiques négatives

##### Un narrateur qui manque de crédibilité
Pour plusieurs critiques, le narrateur apparaît historiquement peu crédible.
Tout d’abord du fait de l’accumulation de particularités (homosexualité, bilinguisme, inceste) qui le caractérisent. Pour le critique de la Neue Zürcher Zeitung, Jürgen Ritte, « tout cela est un peu beaucoup pour une personne ». Dans Libération, Florent Brayard est d’avis que les « nazis étaient moins bizarres, ils faisaient des enfants à leur femme quand ils rentraient de permission, s’achetaient des natures mortes ou des paysages champêtres, et la littérature n’était pas la première de leurs préoccupations ». Du coup, son héros contredit les thèses de Christopher Browning sur les « hommes ordinaires ». Autre problème souligné par la Frankfurter Rundschau et Claude Lanzmann, le narrateur est volubile, contrairement aux bourreaux nazis. Le narrateur affirme qu’il ne sait plus ce qu’est un souvenir, mais détaille ses souvenirs sur 900 pages. Or les bourreaux ne parlent pas mais cherchent à refouler leurs souvenirs.
Par ailleurs, le narrateur semble stéréotypé, le nazi cultivé ayant une prédilection constitue un cliché éculé depuis Le Silence de la mer de Vercors. Il en va de même pour le « stéréotype du nazi homosexuel (…) connu également dans la littérature populaire ».
Son parcours apparaît aussi pour plusieurs critiques peu vraisemblable. Dans Politis, on souligne que « l’auteur n’hésite pas à entraîner son personnage sur tous les points chauds du Reich : le front russe, le massacre à Kiev, la bataille de Stalingrad, Paris occupé, l’évacuation d’Auschwitz, l’assaut sur Berlin…. Et le casting ne serait pas indigne d’une superproduction. Face à Max Aue l’anonyme apparaissent Eichmann, Himmler, Rebatet, Brasillach, Hitler : des pointures ». Maximilien Aue est pour cette raison comparé à Forrest Gump.
Florent Brayard (Libération) se demande si ce n’est pas le lecteur que Littell tire par le bout du nez quand Max Aue tire le nez d’Hitler.
Peter Schöttler, historien franco-allemand de l'IHTP, reproche dans Le Monde du 14 octobre 2006 au personnage romanesque son rapport parfaitement abstrait à la langue et à la culture allemande, voire à la mentalité nazie. Tilman Krause va plus loin jugeant que l’évocation de toute l’époque du troisième Reich manque totalement de réalité. Selon lui, « tout ce qui va au-delà des grades, rangs et idéologèmes lui est complètement étranger » et Littell ne convainc pas dans les situations quotidiennes.
Certains critiques pensent que Maximilien Aue est trop français. Ainsi, pour Édouard Husson, le héros du roman « est complètement invraisemblable ». Il « semble n’avoir jamais quitté le Quartier Latin et il est peu probable que le SD de Himmler et Heydrich ait longtemps toléré dans ses rangs un agent aussi peu déterminé à mettre en œuvre les politiques génocidaires du Reich ». Pour Florent Brayard, le roman de Littell est un collage mais à l’intérieur du champ littéraire français. Il montre par exemple que Genet est l’un de ses inspirateurs.
Schöttler et Claude Lanzmann établissent un lien entre un personnage à leurs yeux pas assez incarné et sa psychologie hors normes.
Pour Schöttler, « la vie et le personnage central restent extrêmement pâles et, en fin de compte, anhistoriques. Peut être est-ce pour cela que l’auteur insiste tellement sur ses appétits homosexuels et incestueux, dont il ne nous épargne pratiquement rien. »
Pour Claude Lanzmann, Littell tente d’humaniser le narrateur en le pourvoyant « d’une psychologie envahissante » (qu’il juge peu intéressante) en lui attribuant « nausées, vomissements, diarrhées fabuleuses, perversions sexuelles et réflexions métaphysiques ». « Il a littéralement chié son livre, Littell. Quelqu’un qui connaît l’histoire n’apprend rien par ce livre et quelqu’un qui ne la connaît pas n’apprend pas non plus, parce qu’il ne peut pas comprendre. »
Qu’aurait dû faire l’auteur pour pallier ce manque ? Selon Schöttler, en tant qu’intellectuel SS, « l’auteur aurait dû lui donner au moins quelques traits particuliers, par exemple concernant sa socialisation et ses souvenirs politiques, ses goûts littéraires, philosophiques ou artistiques pour expliquer cette transgression radicale des normes culturelles en vigueur qu’impliquait sa participation aux massacres ».
L’auteur répond à toutes ces critiques dans un entretien au journal Le Monde. Il reconnaît que Max Aue est un nazi hors norme, peu réaliste et pas forcément crédible. Mais selon lui, « un nazi sociologiquement crédible n’aurait jamais pu s’exprimer comme (son) narrateur ». Pour lui, « Max Aue est un rayon X qui balaye, un scanner. (…) Il avoue ne pas rechercher la vraisemblance mais la vérité ». Or « la vérité romanesque est d’un autre ordre que la réalité historique ou sociologique ».

##### Le style

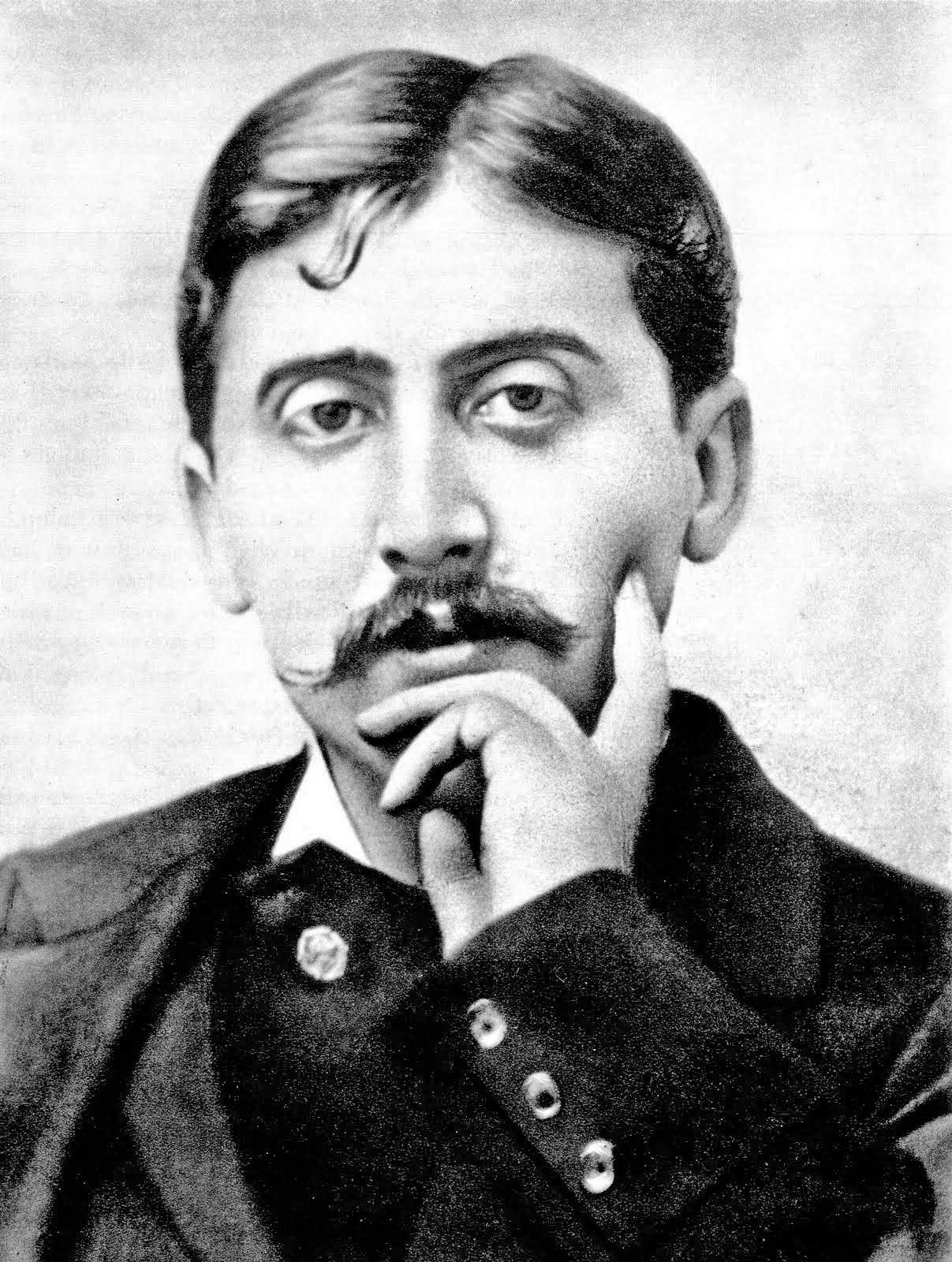
Marcel Proust (1871-1922).

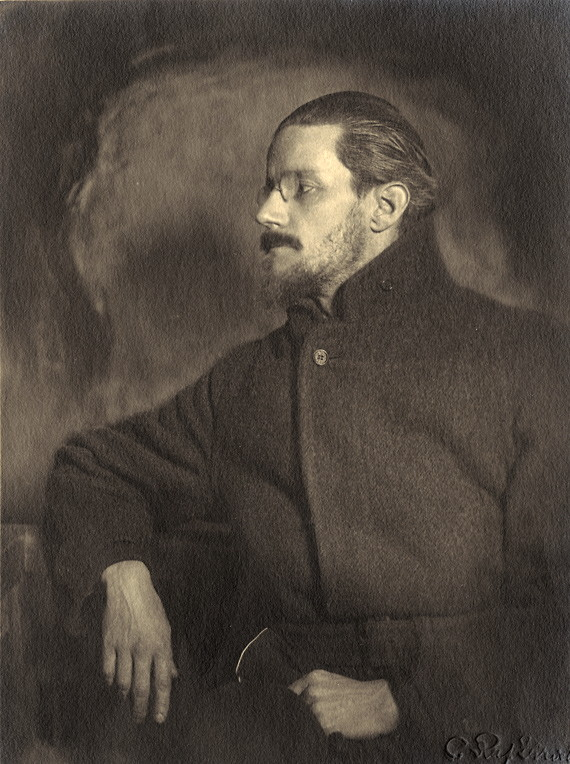
James Joyce (1882-1941).

Le roman est également critiqué en raison de son style.
Le critique des Inrockuptibles, Sylvain Bourmeau juge l’esthétique du roman peu moderne ; il se demande comment on peut écrire en 2006 de la même façon qu’au XIXe siècle comme si Proust, Joyce, Hammett, William Faulkner et Robbe-Grillet n’avaient jamais existé. Selon lui, Littell écrit un roman sur la Shoah comme si celle-ci avait eu lieu il y a un siècle.
Le critique de Politis partage cet avis et juge la langue d’un académisme achevé comme si l’indicible d’un réel qui excède les limites de la raison pouvait trouver une forme dans un langage policé. Il regrette que la voix de Max Aue n’ait pas été « contaminée par la déflagration du sens que porte son terrible récit ». Selon lui, Littell « s’en est tenu à la surface des choses » et « ne pénètre pas dans le tissu de l’horreur ».
Guy Konopnicki (Marianne, 11 novembre 2006) écrit que « le couper-coller fait ainsi une entrée fracassante en littérature ».
Le Canard enchaîné déplore « la faiblesse stylistique qui compromet souvent le plaisir de lire : les barbarismes succèdent aux facilités d’un goût douteux ». Le critique cite un passage de l’œuvre : « Très souvent dans la journée, ma tête se met à rugir comme un four crématoire » (p. 14). Dans un autre article, il met en lumière l’utilisation de nombreux anglicismes.

Réponse de Littell dans Le Monde du 16 janvier 2006 : « Il y a des anglicismes dans mon roman ! Et comment ! Je suis un locuteur de deux langues et, forcément, les langues se contaminent entre elles. Il y a un magnifique travail d’Albert Thibaudet qui montre, chez Flaubert, l’influence des provincialismes normands sur la langue littéraire de l’auteur de Madame Bovary. C’était perçu au départ comme une faute, mais, à partir de cela, Flaubert a produit des beautés. Chacun a ses particularités linguistiques. Alain Mabanckou va avoir de très belles trouvailles qui viennent de la manière qu’ont les Africains de parler français. Ses formules peuvent sembler bizarres, désuètes, mais elles sont magnifiques. Il est intéressant, cette année, que plusieurs prix littéraires aient été décernés à des non-francophones. Nancy Huston est anglophone. Comme pour moi, le français n’est pas la langue natale de Mabanckou. En Grande-Bretagne, cela fait des années que les plus grands écrivains sont indiens, pakistanais, japonais. Et, grâce à eux, la langue s’enrichit. »
Pour Édouard Husson du quotidien Le Figaro, le passage où Hitler est habillé en rabbin (p. 434) est une insulte à la mémoire des victimes.
L’accumulation de termes techniques et de références historiques peut aussi poser problème. Selon le critique de Politis, la concentration de « Scharführer », « Obersturmführer » et « Standartenführer » participe d’un même devoir de compilation que l’information systématique donnée sur le sort de tel personnage connu, comme si Jonathan Littell n’avait pu épargner à son lecteur la moindre de ses fiches. On retrouve la même référence à des fiches bristol chez Edouard Husson : « il y a l’autre face, celle de l’élève besogneux. Comme historien du nazisme, je relève page après page des fiches de lecture plus ou moins visiblement accrochées les unes aux autres. »
Ce dernier critique compare le narrateur à un khâgneux (élève de classe préparatoire littéraire) qui ferait preuve d’un côté m’as-tu-vu et d’un goût pour les digressions philosophiques, « au risque de lasser le lecteur quand il doit subir à longueur de page des dialogues sur le moi, le monde et l’absence de Dieu ».
Autre problème stylistique évoqué par Schöttler : les erreurs de langue. La plupart des termes germaniques présents dans le roman sont, selon lui, tordus ou fautifs.
Dans son « enquête sur le cas Jonathan Littell » (Les Malveillantes, SCALI, 2006), Paul-Éric Blanrue montre que les interrogations sur le fond (l’histoire et la morale) ne peuvent être dissociées de celles qui portent sur la forme du roman (les anglicismes présents dans le livre, le rôle joué dans une « réécriture » par l’éditeur Richard Millet).

##### Les problèmes éthiques posés par le roman
Deux thèmes se retrouvent dans nombre de critiques, d'une part le risque d’empathie vis-à-vis du narrateur, et d'autre part la possible complaisance de l’auteur vis-à-vis de la violence, une attraction malsaine pour le sujet (« fascination »).
Le fait que le narrateur soit un bourreau constitue un problème aux yeux de nombreux critiques.
La question de l’identification du lecteur au narrateur ou tout au moins d’une certaine empathie vis-à-vis de lui est souvent abordée dans les critiques.
Pour Le Canard enchaîné, il est difficile pour le lecteur d’éprouver de l’empathie pour le héros, condition pour que le roman fonctionne dans sa forme traditionnelle.
Pour Édouard Husson, le point de vue du narrateur, « celui d’un nihiliste post-moderne qui promène son ennui le long des charniers causés par des nihilistes de l’âge totalitaire, conduit à relativiser la gravité du national-socialisme. L’idée selon laquelle tout homme peut devenir un bourreau sert en fait, sous la plume de Jonathan Littell à relativiser les crimes du nazisme. L’identification du lecteur au narrateur que réclame le prologue doit conduire à l’indulgence pour le narrateur. »
Le critique de l’Humanité, Alain Nicolas, partage la même crainte : « le phénomène d’identification propre au récit, surtout à la première personne, ne risque-t-il pas, en fait, de la diluer dans une certaine banalisation du mal ? Comment interpréter le « Je suis comme vous » en quoi se résume l’adresse de cet homme à son lecteur ? Le malaise, à l’évidence, naît de ce questionnement, qui n’est pas, pour autant, spécifique à ce livre. »
Même chose pour Bourmeau des Inrockuptibles qui trouve que la décision de restituer le monologue d’un bourreau d’une telle longueur, sans laisser le moindre espace pour le lecteur et l’auteur n’est pas défendable du point de vue éthique.
Outre le problème de l’identification du lecteur au narrateur, certains reprochent à l’auteur une fascination malsaine pour le mal, le meurtre.
Pour le critique des Inrockuptibles, l’auteur éprouve une fascination morbide et malsaine pour son sujet. Le critique Jürgen Ritte résume son impression par les termes d’« arrière-goût mauvais, de parfum d’obscénité ».
- La vision de l’histoire

Plusieurs critiques, en général des historiens, considèrent que la vision de l’histoire exposée dans « Les Bienveillantes » ne correspond pas à la réalité et s'inscrit dans une philosophie de l'histoire archaïque.
Selon l’historien Christian Ingrao, Littell n’a pas réussi à faire passer les sentiments de haine et d’angoisse qui poussent les SS à passer à l’acte et à tuer. Selon lui, ces intellectuels nazis du service de renseignements SS, qui ont pris les armes, ont tué des femmes, des enfants sont passés à l’acte par angoisse et par haine. « Mais la ferveur, l’utopie, dans laquelle l’extermination des Juifs est la condition sine qua non pour la germanisation des territoires occupés : ils pensent : "C’est eux ou nous" ; ils pensent aussi : "Il faut les tuer pour créer notre rêve." Cette ferveur, qu’on sent dans les moments d’effondrement des stratégies de défense, au cours des instructions et des procès des responsables nazis, on ne la voit malheureusement jamais dans Les Bienveillantes. »
Selon, l’historien Édouard Husson (Le Figaro) :
- les experts et technocrates n’ont pas pu modérer les « penseurs de l’extermination » type Heydrich ; on note au contraire l’afflux des plus brillants juristes, économistes ou spécialistes de l’aménagement de la machine génocidaire en 1941-1942 ;
- Littell ne comprend pas bien le processus de décision qui mène au génocide des juifs : il n’y a pas eu un seul Führervernichtungsbefehl, mais une série de mots d’ordre successifs de radicalisation entre la mi-juillet et la mi-novembre 1941 ;
- ni Hitler, ni Himmler n’avaient besoin d’une éminence grise inventée comme Mandelbrod pour mettre en œuvre la Shoah.

Pour le politiste Josselin Bordat et l'écrivain Antoine Vitkine, on trouve dans ce livre « de la mauvaise histoire ». Selon lui, « Littell véhicule la classique idée reçue selon laquelle les nazis ne croyaient pas à leurs mythes ». Littell véhiculerait « une thèse fonctionnaliste née plusieurs dizaines d’années auparavant : la Shoah aurait été permise par une machine bureaucratique où chacun neutralisait son jugement pour n’obéir qu’aux ordres (…). La Shoah s’expliquerait par ce que les sociologues appellent un effet d’émergence, sans que le facteur idéologique soit décisif.  Une thèse qui n’est plus défendue par la plupart des historiens. »
Pour l'historien Florent Le Bot, « l’économie du texte de Littell relève ce que François Hartog a désigné sous le concept de présentisme. Dans cette approche, il s’agit de ne retenir du passé que ce qui a du sens au présent, un passé à la mesure du présent, tout en repoussant dans le même mouvement un avenir s’avérant forcément lourd de menaces. [...] Le déterminisme présentiste ne retient d’un passé vitrifié que le sombre et l’amer pour postuler l’éternelle et immuable malignité de l’Homme dont les fautes, les crimes et les pêchés doivent s’expier durant un éternel présent [...]. Ce présentisme s’avère finalement l’une des modalités d’un certain confusionnisme ambiant s’agissant des questions de mémoires, de commémorations, de victimes et d’Histoire ».

##### Le recours au mythe
Le choix esthétique du recours au mythe est critiqué par l’universitaire Dominique Viart pour des raisons éthiques. Selon lui, ce choix est gênant dans la mesure où le mythe donne « une clef de lecture, une explication » de l’histoire. « Or le mythe, c’est le destin, auquel on n’échappe pas quand bien même on le voudrait (voyez Œdipe), c’est la fatalité… bref : on tue, certes, mais on n’y est pour rien. Le recours au mythe déshistoricise l’Histoire, il la décontextualise en la rendant atemporelle. Il empêche ainsi que l’on puisse réfléchir aux éléments sociaux, économiques, politiques, culturels, intellectuels, individuels et collectifs… qui ont rendu l’horreur possible. (…) on renonce à interroger notre responsabilité dans ses événements. »

### Ventes
Le livre s'est très bien vendu. Les Bienveillantes est en tête des ventes en France au mois de septembre 2006, ce qui ne manque pas de susciter intérêt et curiosité dans les autres pays. À la mi-novembre 2006, l’ouvrage s’est déjà vendu à plus de deux cent cinquante mille exemplaires, ce qui a eu pour conséquence d’assécher le marché de la rentrée littéraire : la lecture du roman étant longue et ardue, elle ne permet guère aux lecteurs de lire d’autres romans dans le même temps. En 2008, plus de 670 000 exemplaires de l'édition de base ont été vendus – en 2021 le chiffre communiqué par les éditions Gallimard est de 618 000 exemplaires –, plus de 12 000 de l'édition spéciale et plus de 90 000 de la version poche.

### Prix littéraires
Le roman est retenu dans de nombreuses listes de prix littéraires de l'automne 2006, notamment le prix Goncourt, le prix Renaudot et le prix Femina.
Le 26 octobre 2006, le livre obtient le grand prix du roman de l'Académie française.
Considéré parmi les favoris pour le prix Goncourt, le roman est récompensé le 6 novembre 2006 à la majorité dès le premier tour, fait rare, par sept voix contre une à Ouest de François Vallejo, une à Rendez-vous de Christine Angot — pourtant pas sélectionné —, et une à Un désir fou de danser d'Elie Wiesel. Une autre version indique que le roman aurait gagné par sept voix contre une pour Marilyn, dernières séances de Michel Schneider, une pour Fils unique de Stéphane Audeguy et une pour Elie Wiesel, dont le livre n'était pourtant pas sélectionné ; les finalistes L'Amant en culottes courtes d'Alain Fleischer et Ouest de François Vallejo n'ont pas recueillis de voix. C'est le second auteur à réaliser ce doublé prestigieux,,.
En décembre 2006, il est élu Meilleur livre de l'année 2006 par le magazine Lire.
Selon la rédactrice en chef de Livres Hebdo, Christine Ferrand, cela ne constitue pas en soi une surprise étant donné que « Les Bienveillantes (…) figure parmi les favoris depuis le mois d’août environ. Un buzz s’est créé au cours de l’été dernier. Quelques critiques, qui avaient reçu ce roman au mois de juillet, ont fait fonctionner un bouche-à-oreille assez favorable, qui a conduit les éditeurs à présenter ce premier roman à l’ensemble des sélections des prix littéraires. »
Les Bienveillantes a cependant reçu un trophée parodique, la Bad Sex in Fiction Award à sa traduction en anglais en 2009, en particulier à cause d'un sexe féminin décrit comme « Un cyclope immobile dont l'œil ne cille pas. », et d'un orgasme masculin dont la description est : « Un choc m'a vidé la tête, comme une cuillère qui raclerait l'intérieur de la coquille d'un œuf ».

### Les raisons du succès
Le succès de l’œuvre suscite la curiosité de nombreux critiques. Dans un article paru dans Le Monde, Bertrand Le Gendre montre que ce succès n’est pas le fruit du hasard mais constate un regain d’intérêt pour les livres consacrés aux criminels nazis.
Il y voit une volonté de comprendre ce qui se passe dans le cerveau d’un criminel de guerre. Il date ce regain d’intérêt de janvier 2005, période lors de laquelle est sorti le film La Chute.
Il expose l’avis de Fabrice d'Almeida, directeur de l’Institut d’histoire du temps présent (CNRS), lequel décèle dans le succès des Bienveillantes et les ouvrages de la même veine une interrogation nouvelle, « ontologique », sur le mécanisme d’adhésion à la barbarie, sur la fascination qu’exerçait Hitler et sur le passage à l’acte.
L’historien Denis Peschanski se demande s’il « s’agit du temps long d’une fascination récurrente pour la barbarie ? S’agit-il du temps long d’une passion française pour la Seconde Guerre mondiale ? Ou bien ce livre et son succès sont-ils révélateurs d’un changement de registre mémoriel ? » Il constate un changement de paradigme : on passe du moment du résistant (après la guerre) à l’ère de la victime (années 1980). Actuellement, il observe « depuis deux ou trois ans (…) d’un côté une concurrence des victimes, avec une multiplication des porteurs de mémoire au nom de la victimisation, et, de l’autre, une certaine saturation de l’opinion. Ce qui fait qu’on peut se demander si le succès de cet ouvrage, au-delà de tout jugement sur sa qualité littéraire, n’ouvre pas un autre registre mémoriel. Entre-t-on dans l’ère du bourreau ? Assiste-t-on à une diversification des genres : on parle de la victime, mais aussi du bourreau, du spectateur ? Ou bien est-ce une clôture sur une autre figure, la figure du bourreau ? »
Le journaliste Philippe Lançon explique dans un article polémique le succès des Bienveillantes par le fait que l’auteur donne au public ce qu’il souhaite avoir. Il se demande « quels sont les endroits les plus communs de la foule flattés par ce livre, en quoi cette foule est-elle inculte sur le sujet traité, quel appétit populaire rassasie-t-on avec l’histoire de ce SS (…) ». Selon lui, « la foule a faim. Pour 25 euros, le buffet aux horreurs lui est ouvert. Comme au Club Méditerranée, il est illimité. Désormais, comprendre c’est manger. »
Le professeur de littérature Bruno Blanckeman constate que resurgit la figure du monstre « que l’on montre dans sa proximité » mais s’explique mal le succès des Bienveillantes. Thomas Wieder dresse le même constat pour les travaux des historiens : « le bourreau hante les travaux sur la guerre depuis une quinzaine d’années ». Il cite en guise d’exemples les travaux de Lawrence Keeley, Denis Crouzet, Jean Hatzfeld, Stéphane Audoin-Rouzeau ou du cinéaste Rithy Panh au Cambodge.
Selon Blanckeman, « il y a sans doute une attirance pour ces problématiques-là, le monstre proche, une Histoire qu’on croyait canonique et qu’on traverse par le biais d’un destin unique. Il y a peut-être également une lassitude vis-à-vis des œuvres hyperminimalistes. »
Quant à Jonathan Littell, il formule deux hypothèses auxquelles l’historien Pierre Nora et lui-même sont parvenus :
- une hypothèse historique : « le rapport qu’entretiennent les Français avec cette période de l’histoire » ;
- une hypothèse littéraire : « une demande forte pour des gros livres, plus romanesques, plus construits », que l’éditeur Gallimard a constatée depuis plusieurs années.

### La polémique autour des droits de l'œuvre
Le roman a été soumis, selon les dires de l’auteur dans La Libre Belgique, à quatre éditeurs et c’est Gallimard qui a fait une offre principale. Jonathan Littell a recouru aux services de l’agent littéraire Andrew Nürnberg, pratique banale aux États-Unis mais peu courante dans le monde littéraire français.
Parmi plusieurs éditeurs, c’est Gallimard qui fut le plus rapide. Toutefois, Gallimard dispose des droits pour l’édition en français, mais pas pour les traductions.
Dans un article paru dans Le Monde, Florence Noiville souligne que l’auteur gagnera plus d’argent que l’éditeur. Elle y voit un précédent qui, s’il venait à se généraliser, mettrait en péril les maisons d’édition, en fragilisant leur département étranger.
Antoine Gallimard a publié un droit de réponse le 9 novembre 2006, dans lequel il affirme que la situation des Bienveillantes est « spécifique et ne se prête guère à l’exemplarité », celui-ci ayant été écrit par un auteur américain représenté par un agent anglais. L’accord passé avec lui est donc similaire à celui passé avec les écrivains hispaniques ou anglo-saxons publiés en France.
Dans un entretien au Monde, Jonathan Littell affirme que, dans le monde littéraire, le recours à un agent est naturel. Selon lui, le système français « permet de publier des livres qui ne le seraient pas ailleurs ». Mais « il a un coût » : si « toute la chaîne du livre vit du livre », les écrivains ne peuvent vivre de leur plume.

### La réédition enFolio
Le texte intégral a été très discrètement revu par Jonathan Littell : incorrections, fautes d'orthographe. Dans le chapitre Gigue, Max Aue mord le nez de Hitler. Le texte de l'édition blanche (p. 880–881) : « Avec un petit sourire sévère je lui tendis la main et lui pinçai le nez entre deux doigts repliés, lui secouant doucement la tête, comme on fait à un enfant qui s'est mal conduit » est remplacé par « Alors je me penchai et mordis son nez bulbeux à pleines dents, jusqu'au sang. » dans l'édition Folio (p. 1369). Il s'agit d'un retour au manuscrit original.

### Utilisation au théâtre
Pendant le Festival d'Avignon le 16 juillet 2009, le metteur en scène Krzysztof Warlikowski reprend des textes tirés des Bienveillantes (parmi d'autres d'Eschyle, d'Euripide, d'Hanna Krall et son personnage Apollonia Machczynska, ou de J. M. Coetzee avec Elizabeth Costello) lors de la création dans la Cour d'honneur du Palais des Papes de sa pièce (A)pollonia qui recevra un excellent accueil critique.

### Adaptation
Le compositeur catalan Hèctor Parra crée un opéra avec un livret en allemand d'après le roman, de Händl Klaus, dont la première a lieu à l'Opéra Vlandeeren d'Anvers, le 24 avril 2019.

## Les éditions étrangères de l'œuvre
- Au Brésil : (es) Jonathan Littell (trad. André Telles), As Benevolentes [« Les Bienveillantes »], Rio de Janeiro, Objetiva, 2007, 905 p. (ISBN 978-8-560-28123-7, OCLC 742184291).
- En Espagne : Las Benévolas, éd. RBA, novembre 2007. 85 000 exemplaires vendus début 2008[47].
- En Catalogne : Les Benignes, éd. Quaderns Crema, novembre 2007.
- En Italie : Le Benevole, Supercoralli, éd. Einaudi, octobre 2007, p. 956,  (ISBN 8806187317). 60 000 exemplaires vendus début 2008[47].
- En Allemagne : Die Wohlgesinnten, le 23 février 2008. 120 000 exemplaires imprimés pour la première édition (Berlin Verlag)[47]. Traduit du français par Hainer Kober[48]. Critiques et observateurs du monde littéraire en France et en Allemagne donnent leur point de vue sur le roman parmi lesquels Frank Schirrmacher, du Frankfurter Allgemeine Zeitung, l’éditeur Michel Friedmann, ancien porte-parole de la communauté juive en Allemagne, mais aussi l’écrivain Éric-Emmanuel Schmitt, le cinéaste Claude Lanzmann ou l’agent littéraire britannique Andrew Nurnberg[49]. La critique de Burkhard Scherer, dans la Berliner Zeitung est féroce : « Quand un tambour du Ghana, un joueur de sitar indien et un pianiste danois jouent ensemble, on parle aujourd'hui de musique du monde - world music. Par analogie, Les Bienveillantes sont de la world littérature. Car Littell offre dans un seul ouvrage un porno, un roman policier, un film d'horreur, un witz plein d'imagination, une tragédie, un roman trivial kitsch, un guide de randonnée, et une nouvelle monographie sur l'Holocauste »[50].
- En Israël : le roman est paru, en hébreu, en mai 2008, éd. Kinneret Zmora Dvir. 10 000 exemplaires prévus[47]. Le titre en hébreu est נוטות החסד, Notot hahesed. Une semaine après sa parution, la réception est positive. Un petit livre, paru en même temps, s'appelle Polemus (Polémique en hébreu) composé de six chapitres: 1 - 2 Lettres de J.L à ses traducteurs. 3 - Article de Claude Lanzmann. 4 - Article de J. Littell et P. Nora, traduit du Débat no 144, 5 - Article de Liran Razinsky 6 - Chapitre du traducteur Nir Ratzkovsky.
- En Belgique et aux Pays-Bas : De Welwillenden, De Arbeiderspers, octobre 2008, p. 1200  (ISBN 978 90 295 6654 4) [Édition en néerlandais].
- En République tchèque : Laskavé bohyně, éd. Odeon, novembre 2008, p. 868,  (ISBN 978-80-207-1278-3).
- En Finlande : Hyväntahtoiset, éd. WSOY, 2008, p. 857,  (ISBN 978-951-0-33098-2).
- En Grèce : Ευμενίδες, éd. Livanis, 2008, p. 951,  (ISBN 9789601416496).
- En Norvège : De velvillige, éd. Gyldendal, août 2008, p. 910,  (ISBN 9788702057515).
- En Suède : De välvilliga, éd. Brombergs, 2008, p. 911,  (ISBN 9789173370134).
- En Pologne : Łaskawe, éd. Wydawnictwo Literackie, octobre 2008, p. 1044 (ISBN 9788308042458).
- En Roumanie : Binevoitoarele, éd. RAO, 2009, p. 892,  (ISBN 978-973-103-833-9), Traduit du français par Vasile Savin.
- Aux États-Unis, au Canada, en Angleterre : The Kindly Ones, parution le 3 mars 2009. Publié par Harper Collins (USA) et Chatto & Windus (Angleterre). Les critiques sont partagées[51].
- En Hongrie : Jóakaratúak, éd. Magvető, mars 2009, p. 1192,  (ISBN 9789631426588).
- Au Viêt Nam : Những kẻ thiện tâm, éd. Nhã Nam, 2009.
- En Bulgarie : Дoбрoжeлaтeлнитe, éd. Colibri, 2009, p. 815,  (ISBN 9789545296789). Traduit du français par Georges Anguélov.
- En Russie : Благоволительницы, éd. Ad Marginem, 2011, p. 800,  (ISBN 978-5-91103-095-7). Traduit du français par I. Melnikova.